# Pseudognaphalium
 Pseudognaphalium   Kirp., 1950 è un genere di piante angiosperme dicotiledoni della famiglia delle Asteraceae (sottofamiglia Asteroideae, tribù Gnaphalieae e sottotribù Gnaphaliinae).

## Etimologia
Il nome del genere è formato da due parole greche: "pseudo" (= falso, ingannevole) e “gnaphalon” (= ciuffo di lana) in riferimento all'aspetto lanoso di queste piante. Il nome del genere si contrappone al genere botanico Gnaphalium, più o meno simile a quello di questa voce.
Il nome scientifico del genere è stato definito dal botanico Moisey Elevich Kirpicznikov (1913-1995) nella pubblicazione " Trudy Botanicheskogo Instituta Akademii Nauk SSSR. Ser. 1. Flora i Sistematika Vyssikh Rastenii. Acta Instituti Botanici Academiae Scientiarum URPSS. Moscow & Leningrad [St. Petersburg]" ( Trudy Bot. Inst. Akad. Nauk S.S.S.R., Ser. 1, Fl. Sist. Vyssh. Rast. 9: 33) del 1950.

## Descrizione

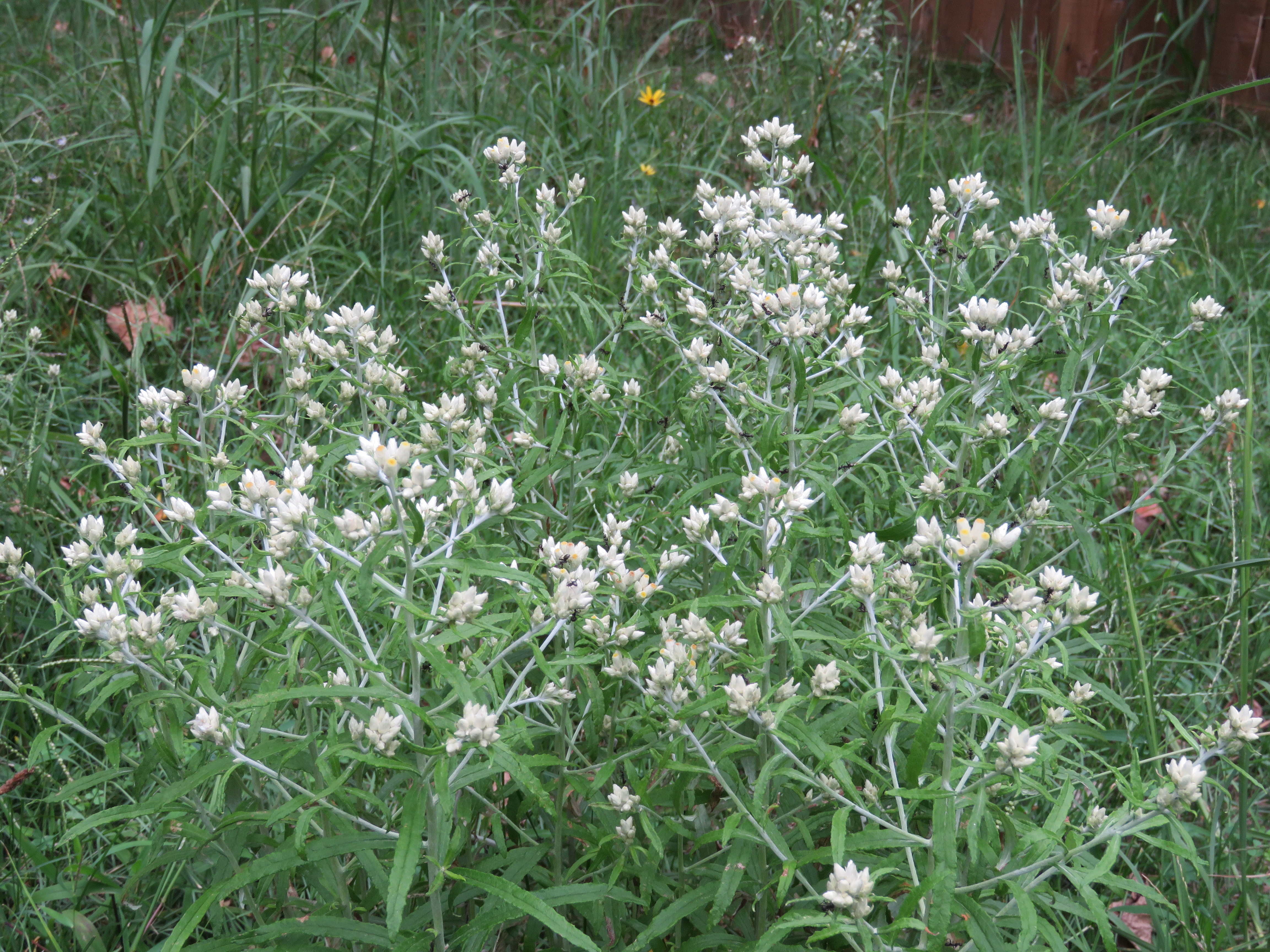
Il portamento
Pseudognaphalium obtusifolium

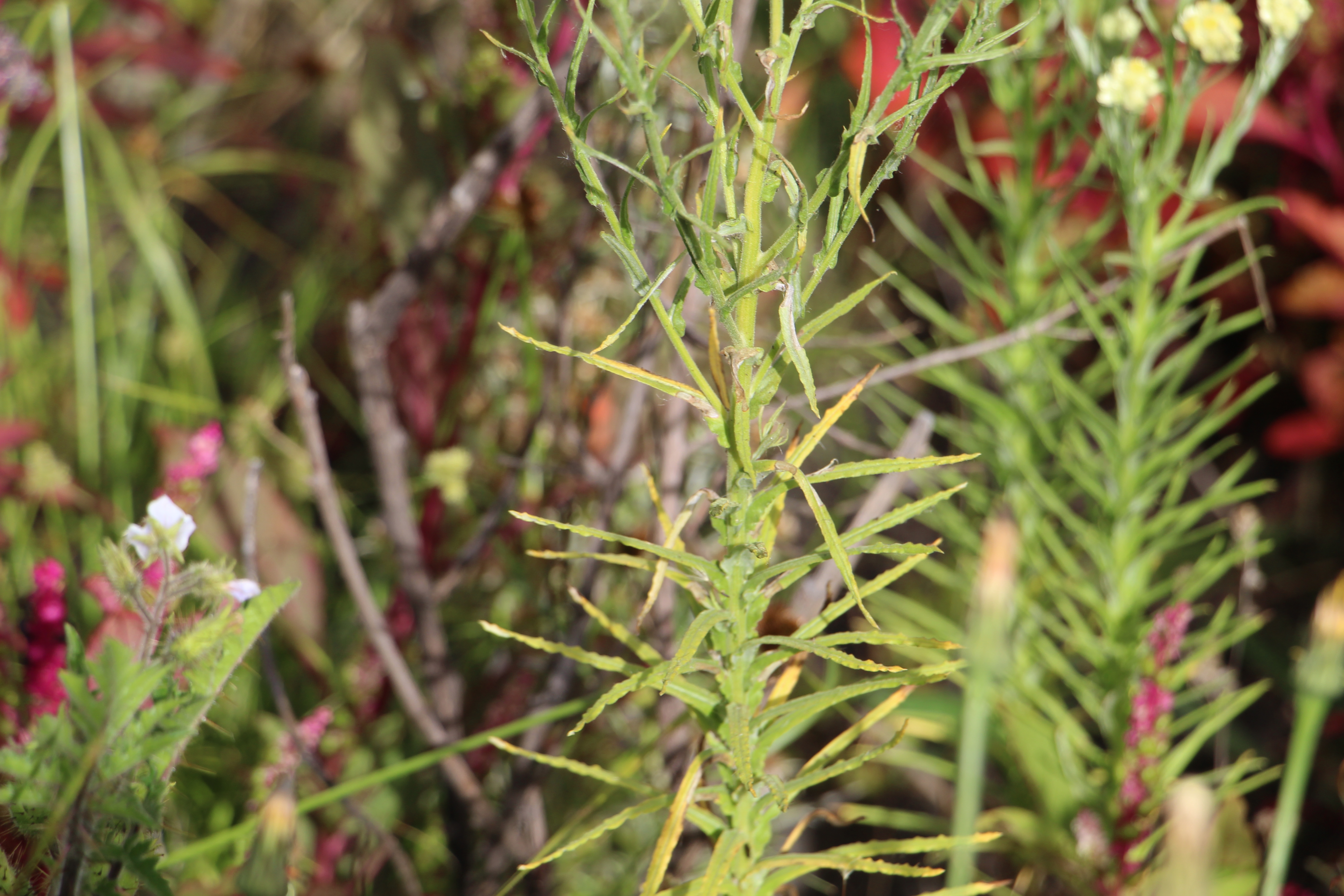
Le foglie
Pseudognaphalium gaudichaudianum

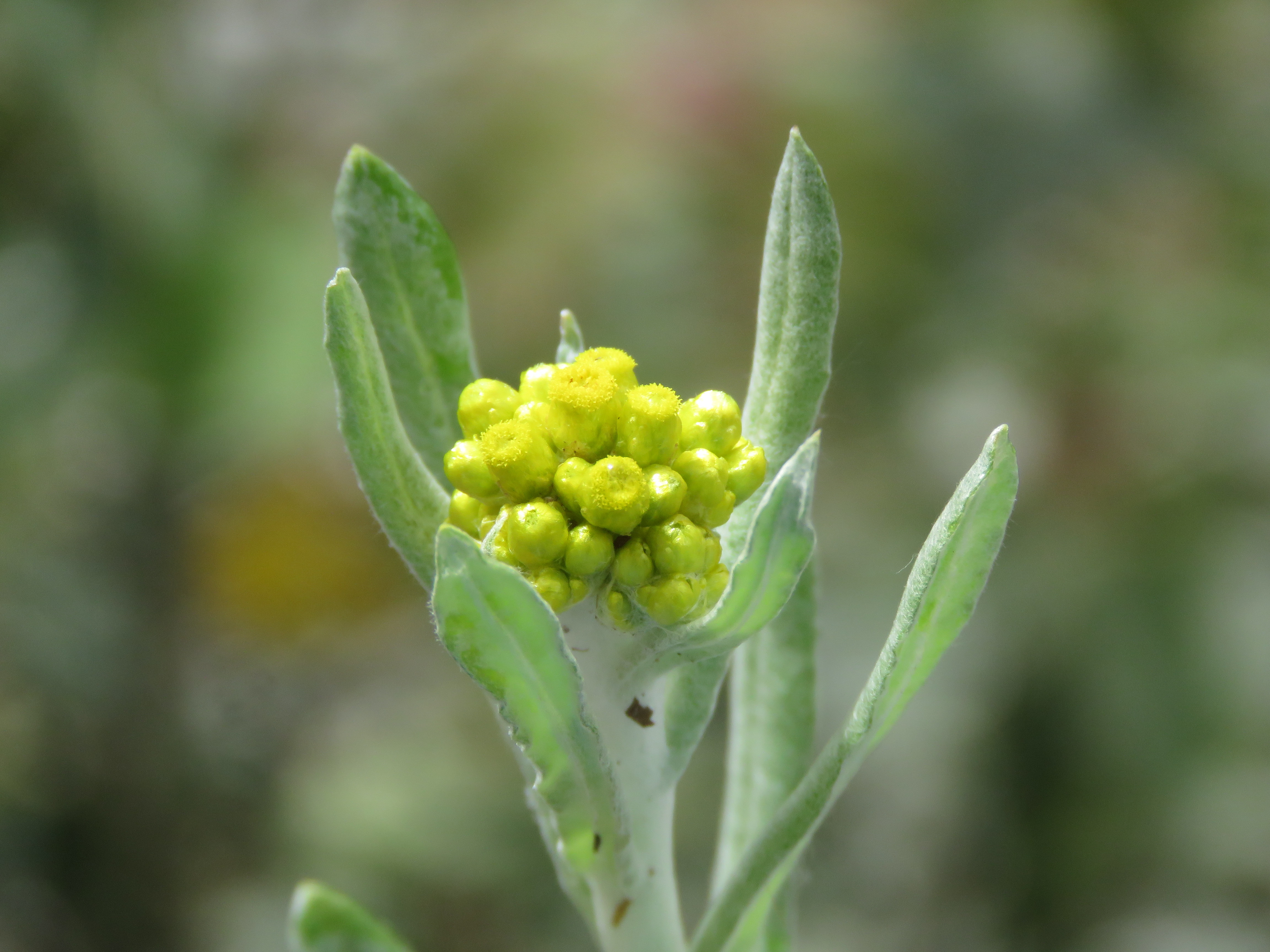
Infiorescenza
Pseudognaphalium affine

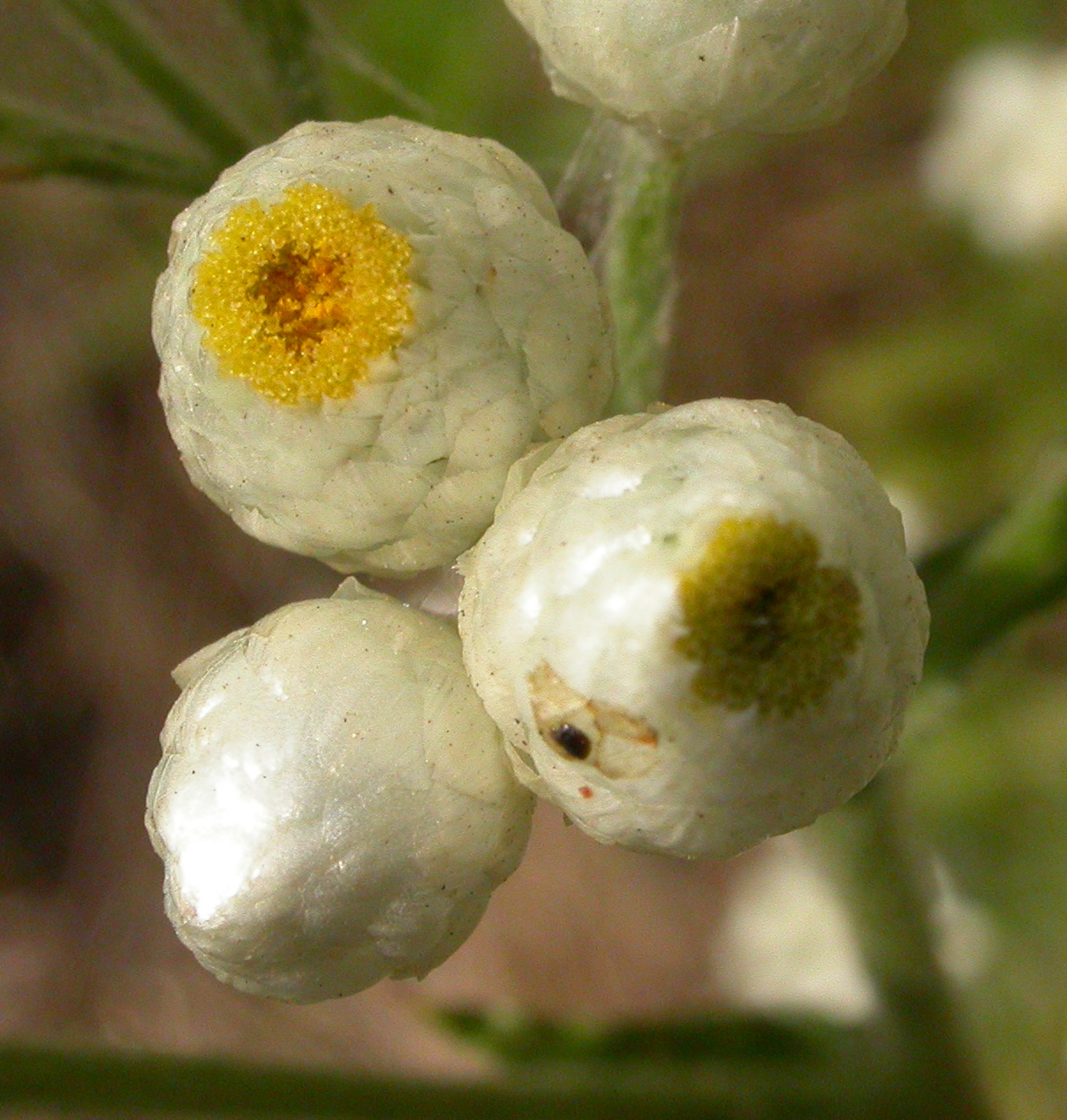
I fiori
Pseudognaphalium californicum

Habitus. Le specie di questo genere hanno un habitus di tipo erbaceo annuale, biennale o perenne. I cauli di queste piante sono provvisti del floema, ma non di canali resiniferi; mentre i sesquiterpeni lattoni sono normalmente assenti (piante senza lattice). Alcune specie sono aromatiche.
Fusto. La parte aerea in genere è eretta (a volte da decombente a procombente), semplice o ramosa. La superficie può essere più o meno lanosa-tomentosa, a volte stipitato-ghiandolosa o sessile-ghiandolosa. La parte ipogea è un fittone; le radici a volte sono fibrose. L'altezza varia da 15 a 150 cm.
Foglie. Le foglie, sia basali che cauline, in genere sono disposte in modo alternato e sono sessili. La lamina è intera con forme generalmente strette (da strettamente lanceolate a oblanceolate); le basi possono essere abbraccianti o decorrenti; i margini sono continui. Spesso la superficie è bianco-tomentosa o grigio-lanosa su entrambe le facce oppure no e quindi si presentano bicolori o concolori.
Infiorescenza. Le sinflorescenze sono composte da diversi capolini raccolti in formazioni corimbose. Le infiorescenze vere e proprie sono formate da un capolino terminale peduncolato di tipo discoide (con fiori omogami) o disciforme (con fiori eterogami). I capolini sono formati da un involucro, con forme più o meno cilindriche, subglobose o campanulate, composto da diverse brattee, al cui interno un ricettacolo fa da base ai fiori. Le brattee, colorate e a consistenza cartacea, sono disposte in modo più o meno embricato su 3 - 7 serie e sono libere alla base (gli strati di stereoma sono divisi);  talora possono avere un margine ialino. Il ricettacolo è nudo ossia senza pagliette a protezione della base dei fiori; la forma è piatta. Dimensione dell'involucro: 4 – 7 mm.
Fiori.  I fiori (per capolino: da 15 a 250 quelli esterni; da 5 a 20 quelli interni) sono tetra-ciclici (formati cioè da 4 verticilli: calice – corolla – androceo – gineceo) e pentameri (calice e corolla formati da 5 elementi). Sono inoltre tubulosi, attinomorfi e si distinguono in:
- fiori del disco esterni: sono femminili e filiformi;
- fiori del disco centrali: sono ermafroditi.

In questo gruppo di piante i fiori radiati (ligulati o del raggio) sono assenti; a volte sono confusi con i fiori femminili (tubulosi) del disco esterno più o meno sub-zigomorfi con un lembo piatto e possono essere interpretati come fiori del raggio.
- Formula fiorale:

*/x K {\displaystyle \infty }, [C (5), A (5)], G 2 (infero), achenio
- Calice: i sepali del calice sono ridotti ad una coroncina di squame.
- Corolla: la forma della corolla normalmente è tubolare con 5 lobi (raramente 4); i lobi hanno una forma deltata o più o meno lanceolata. I colori della corolla sono giallo e tonalità vicine.
- Androceo: l'androceo è formato da 5 stami sorretti da filamenti generalmente liberi; gli stami sono connati e formano un manicotto circondante lo stilo; le teche (produttrici del polline) sono prive di sperone, ma hanno la coda (una sola); le appendici apicali delle antere hanno delle piatte; il tessuto endoteciale (rivestimento interno dell'antera) è quasi sempre polarizzato (con due superfici distinte: una verso l'esterno e una verso l'interno). Il polline è di tipo echinato (con punte sporgenti) a forma sferica; è formato inoltre da due strati di ectesine, mentre lo strato basale è spesso e regolarmente perforato (tipo “gnafaloide”).[8]
- Gineceo: l'ovario è infero uniloculare formato da 2 carpelli. Lo stilo (il recettore del polline) è intero o biforcato con due stigmi nella parte apicale. Gli stigmi hanno una forma troncata; possono essere ricoperti da minute papille o avere dei penicilli apicali. Le superfici stigmatiche sono separate.[8]

Frutti. I frutti sono degli acheni con pappo. Gli acheni sono piccoli a forma variabile da oblunga (compressa) a obovoidale; la superficie è pubescente per doppi peli clavati; il pericarpo può essere percorso longitudinalmente da 4 - 6 fasci vascolari o creste. Il pappo in genere ridotto e caduco, è formato da una serie di 10 - 12 setole capillari barbate, libere alla base.

## Biologia
Impollinazione: l'impollinazione avviene tramite insetti (impollinazione entomogama tramite farfalle diurne e notturne).

Riproduzione: la fecondazione avviene fondamentalmente tramite l'impollinazione dei fiori (vedi sopra).

Dispersione: i semi (gli acheni) cadendo a terra sono successivamente dispersi soprattutto da insetti tipo formiche (disseminazione mirmecoria). In questo tipo di piante avviene anche un altro tipo di dispersione: zoocoria. Infatti gli uncini delle brattee dell'involucro (se presenti) si agganciano ai peli degli animali di passaggio disperdendo così anche su lunghe distanze i semi della pianta. Inoltre per merito del pappo il vento può trasportare i semi anche a distanza di alcuni chilometri (disseminazione anemocora).

## Distribuzione e habitat
Le specie di questo genere hanno una distribuzione cosmopolita. Mancano all'estremo nord (Alaska e Siberia) e in alcune aree tropicali (Brasile, Africa tropicale e Arcipelago malese).

## Tassonomia
La famiglia di appartenenza di questa voce (Asteraceae o Compositae, nomen conservandum) probabilmente originaria del Sud America, è la più numerosa del mondo vegetale, comprende oltre 23.000 specie distribuite su 1.535 generi, oppure 22.750 specie e 1.530 generi secondo altre fonti (una delle checklist più aggiornata elenca fino a 1.679 generi). La famiglia attualmente (2021) è divisa in 16 sottofamiglie; la sottofamiglia Asteroideae è una di queste e rappresenta l'evoluzione più recente di tutta la famiglia.

### Filogenesi
Il genere di questa voce è descritto nella tribù Gnaphalieae, una delle 21 tribù della sottofamiglia Asteroideae. Da un punto di vista filogenetico, la tribù Gnaphalieae fa parte del supergruppo (o sottofamiglia) "Asteroideae grade"; l'altro è il supergruppo "Non-Asteroideae" contenente il resto delle sottofamiglie delle Asteraceae. All'interno del supergruppo è vicina alle tribù Senecioneae, Calenduleae, Astereae e Anthemideae.
La sottotribù Gnaphaliinae è caratterizzata da portamenti di vario tipo con specie ginomonoiche e monoiche, da foglie con margini interi, da capolini disciformi omogami o eterogami e raramente radiati (o subradiati), dallo stilo con rami troncati e superfici stigmatiche separate apicalmente, da acheni glabri o con tricomi allungati e pappo ridotto.
Il genere della specie di questa voce appartiene al clade Hap, un gruppo informale della sottotribù Gnaphaliinae che occupa una posizione più o meno "basale" ed è "fratello" ai cladi Flag e Australasian. Le specie di questo clade sono caratterizzate dalla divisione dello stereoma sulle brattee involucrali (hanno la base libera) e differiscono dalle "gnaphalie s.s." per i pochi e piccoli capolini, con forme cilindriche e con poche serie di brattee involucrali. Il clade tuttavia rimane ancora largamente parafiletico.
Il cladogramma seguente, tratto dallo studio citato e semplificato, mostra una possibile configurazione filogenetica del gruppo "Hap clade" evidenziando il genere di questa voce.
|  | Galeomma oculus-cati     |
|  |                          |
|  | Helichrysum stoloniferum |
|  |                          |

|  | Pseudognaphalium                                                  |
|  |                                                                   |
|  | \| \| Anaphalis \| \| \| \| \| \| Helichrysum felinum \| \| \| \| |
|  |                                                                   |
|  | Anaphalis                                                         |
|  |                                                                   |
|  | Helichrysum felinum                                               |
|  |                                                                   |

|  | Anaphalis           |
|  |                     |
|  | Helichrysum felinum |
|  |                     |

|  | Pseudognaphalium                                                  |
|  |                                                                   |
|  | \| \| Anaphalis \| \| \| \| \| \| Helichrysum felinum \| \| \| \| |
|  |                                                                   |
|  | Anaphalis                                                         |
|  |                                                                   |
|  | Helichrysum felinum                                               |
|  |                                                                   |

|  | Anaphalis           |
|  |                     |
|  | Helichrysum felinum |
|  |                     |

|  | Galeomma oculus-cati     |
|  |                          |
|  | Helichrysum stoloniferum |
|  |                          |

|  | Pseudognaphalium                                                  |
|  |                                                                   |
|  | \| \| Anaphalis \| \| \| \| \| \| Helichrysum felinum \| \| \| \| |
|  |                                                                   |
|  | Anaphalis                                                         |
|  |                                                                   |
|  | Helichrysum felinum                                               |
|  |                                                                   |

|  | Anaphalis           |
|  |                     |
|  | Helichrysum felinum |
|  |                     |

|  | Pseudognaphalium                                                  |
|  |                                                                   |
|  | \| \| Anaphalis \| \| \| \| \| \| Helichrysum felinum \| \| \| \| |
|  |                                                                   |
|  | Anaphalis                                                         |
|  |                                                                   |
|  | Helichrysum felinum                                               |
|  |                                                                   |

|  | Anaphalis           |
|  |                     |
|  | Helichrysum felinum |
|  |                     |

I caratteri distintivi del genere  Pseudognaphalium  sono:
- i capolini hanno più di 20 fiori;
- i fiori esterni sono più numerosi di quelli interni;
- le brattee dell'involucro sono colorate e i fiori sono gialli.

Si distingue dal genere simile Gnaphalium per l'assenza di foglie bratteali nelle infiorescenze, per le brattee dell'involucro colorate di giallo e bianco.
Il numero cromosomico delle specie di questo genere è: 2n = 16, 18, 20, 28, 40.

### Elenco delle specie
Questo genere ha 108 specie:
A
- Pseudognaphalium acutiusculum (Urb. & Ekman) Anderb.
- Pseudognaphalium adnatum (DC.) Y.S.Chen
- Pseudognaphalium affine (D.Don) Anderb.
- Pseudognaphalium alatocaule (Nash) Anderb.
- Pseudognaphalium albescens (Sw.) Anderb.
- Pseudognaphalium aldunateoides (J.Rémy) C.Monti, N.Bayón & S.E.Freire
- Pseudognaphalium altimiranum (Greenm.) Anderb.
- Pseudognaphalium andicola (Phil.) C.Monti, N.Bayón & S.E.Freire
- Pseudognaphalium arizonicum (A.Gray) Anderb.
- Pseudognaphalium attenuatum (DC.) Anderb.
- Pseudognaphalium austrotexanum  G.L.Nesom

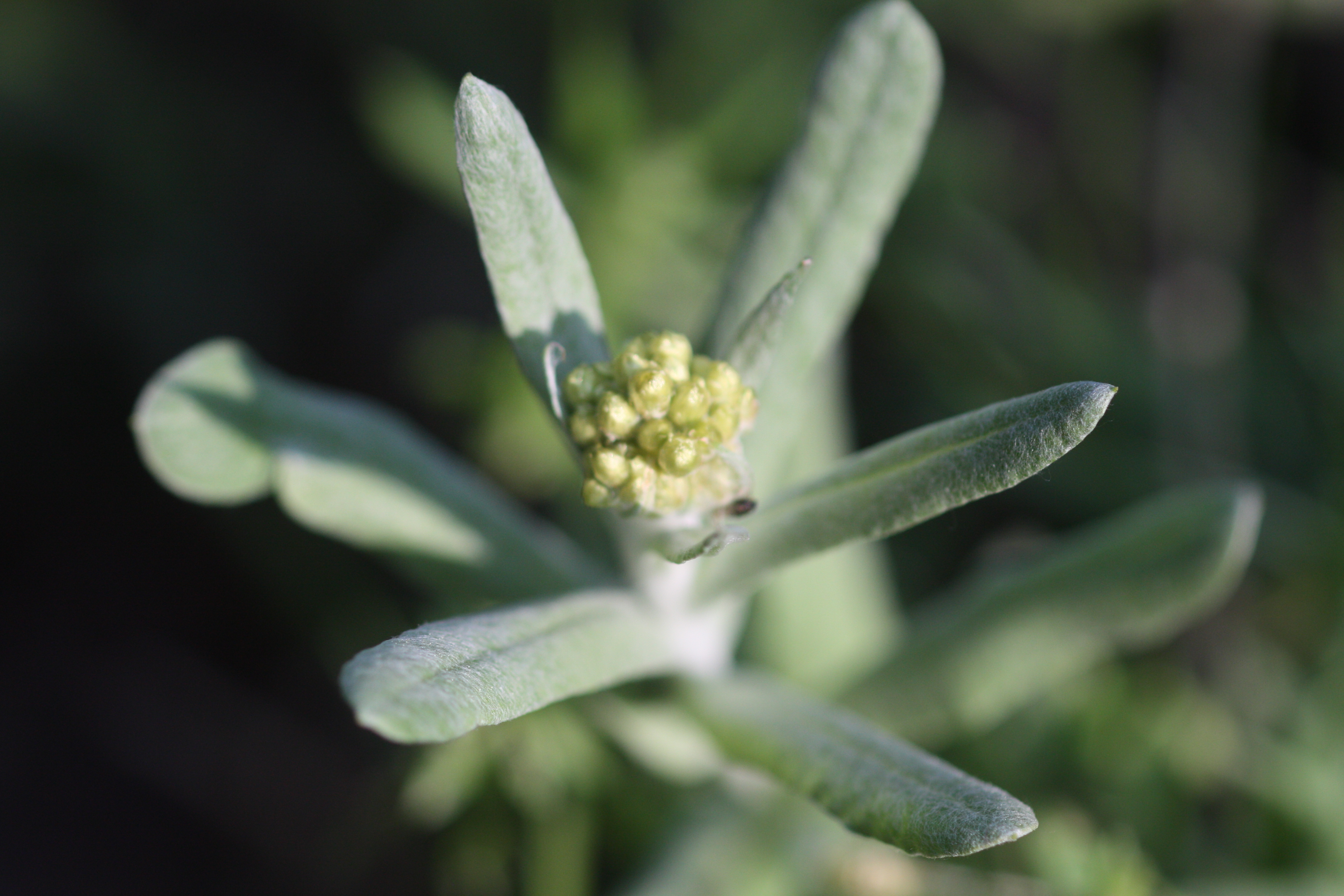
Gnaphalium affine

B
- Pseudognaphalium badium (Wedd.) Anderb.
- Pseudognaphalium beneolens (Davidson) Anderb.
- Pseudognaphalium biolettii  Anderb. ex G.L.Nesom
- Pseudognaphalium bourgovii (A.Gray) Anderb.
- Pseudognaphalium brachyphyllum (Greenm.) Anderb.
- Pseudognaphalium brachypterum (DC.) Anderb.

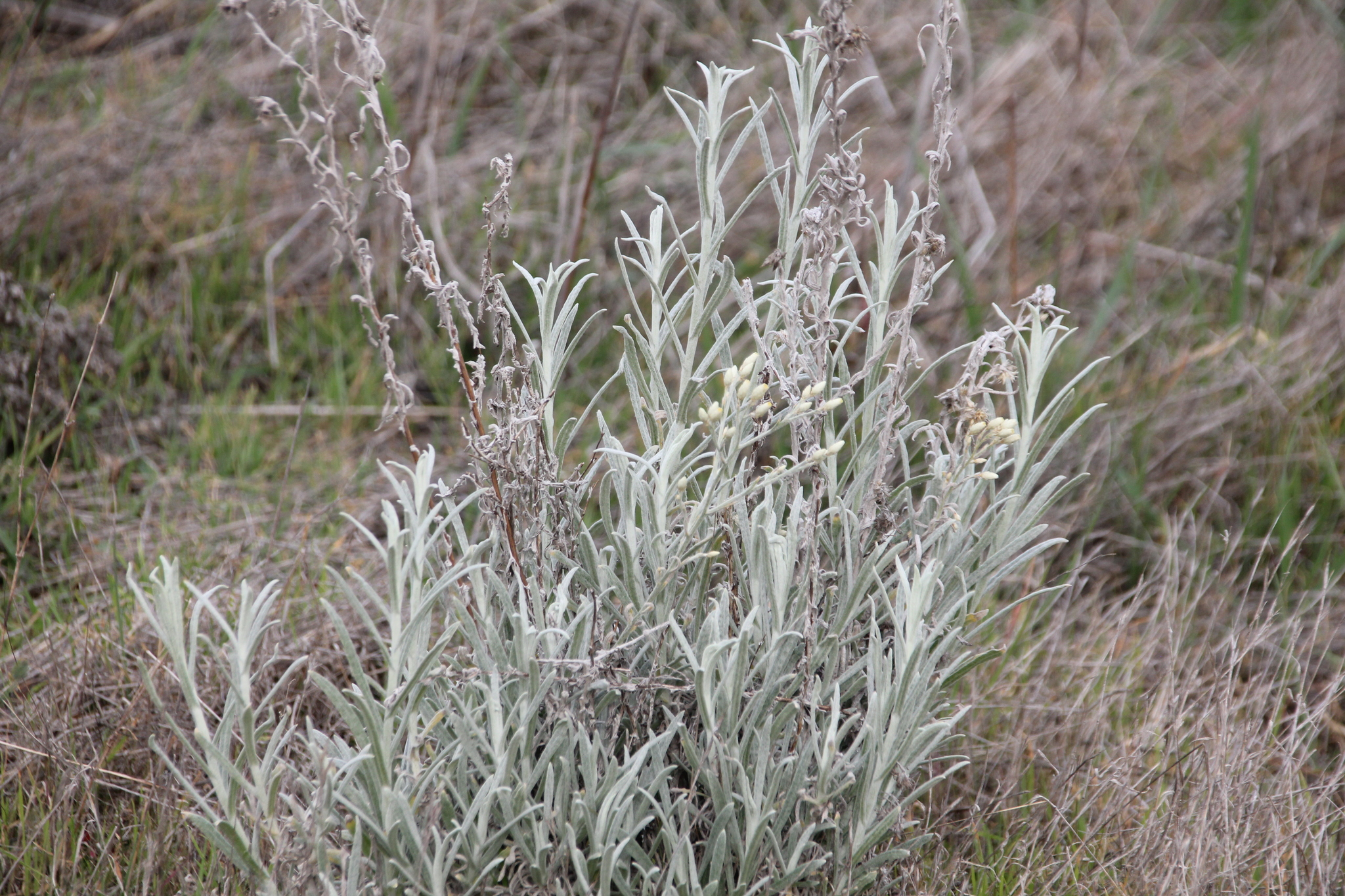
Pseudognaphalium beneolens
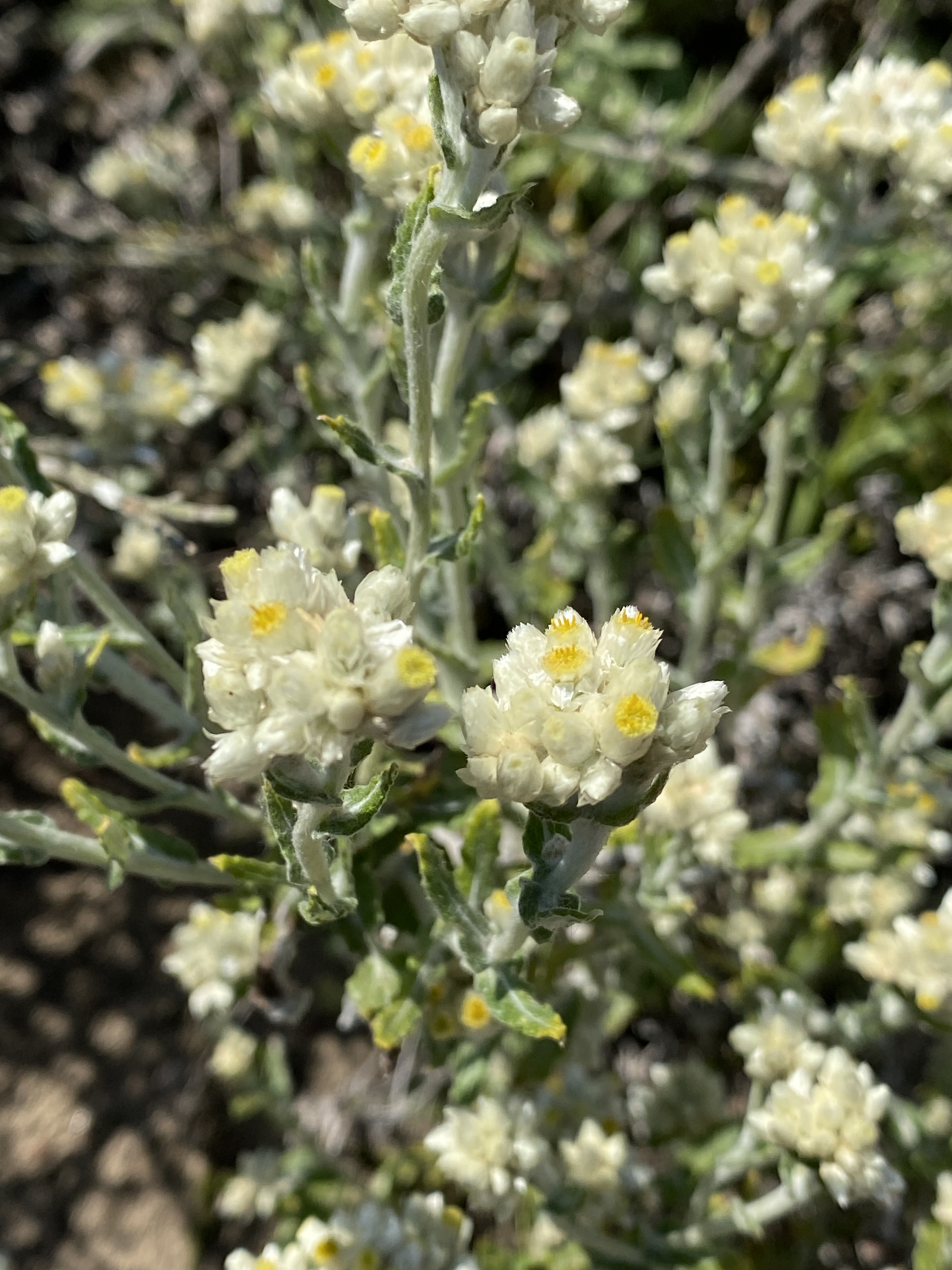
Pseudognaphalium biolettii

C
- Pseudognaphalium cacachilense  G.L.Nesom
- Pseudognaphalium caeruleocanum (Steyerm.) Anderb.
- Pseudognaphalium californicum (DC.) Anderb.
- Pseudognaphalium canescens (DC.) Anderb.
- Pseudognaphalium chartaceum (Greenm.) Anderb.
- Pseudognaphalium cheiranthifolium (Lam.) Hilliard & B.L.Burtt
- Pseudognaphalium chrysocephalum (Franch.) Hilliard & B.L.Burtt
- Pseudognaphalium conoideum (Kunth) Anderb.
- Pseudognaphalium coquimbense (Phil.) Anderb.
- Pseudognaphalium cymatoides (DC.) Anderb.

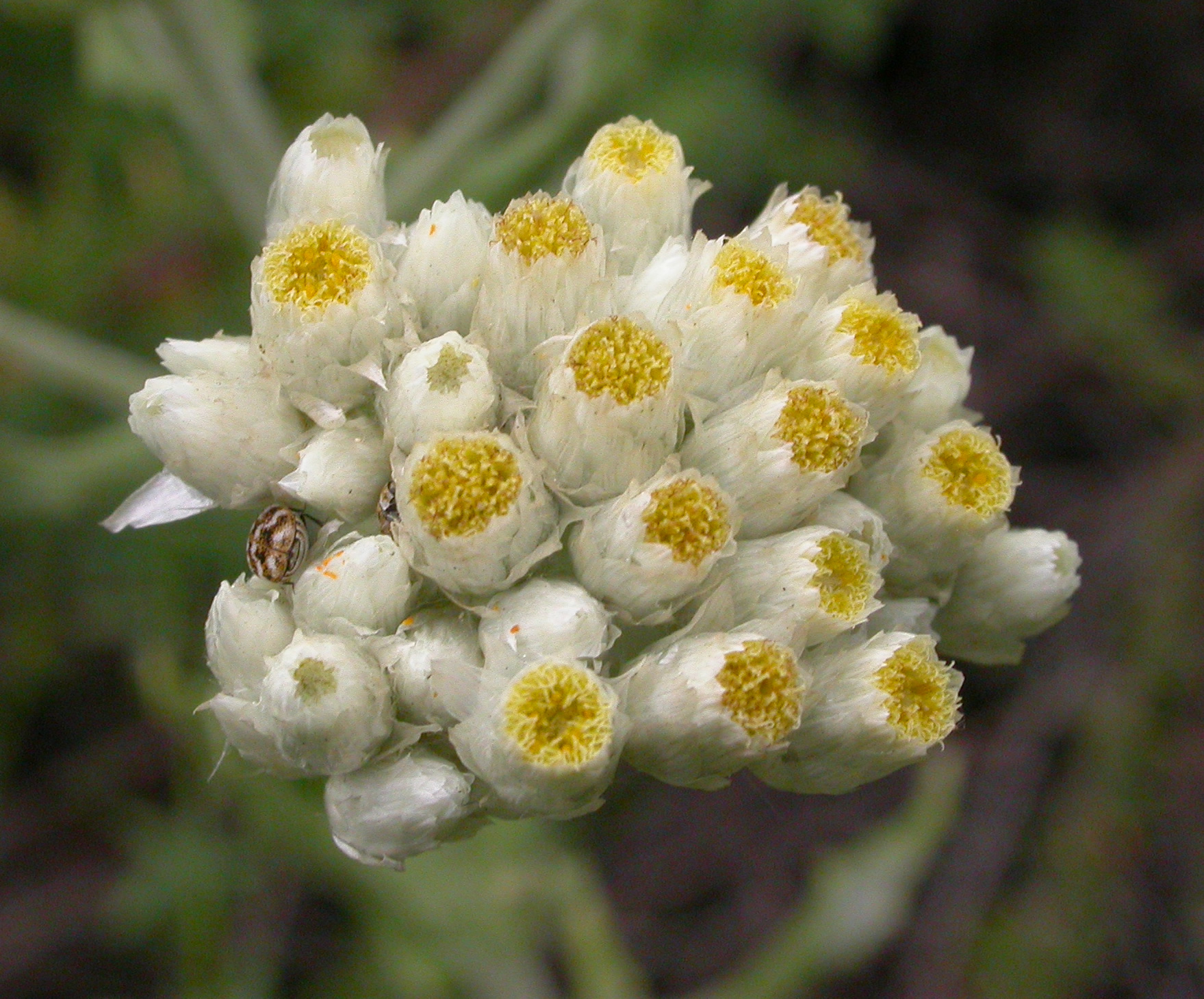
Gnaphalium californicum
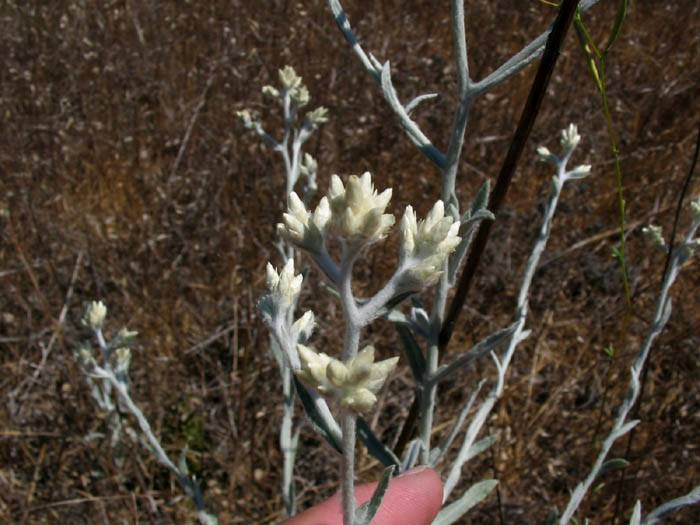
Pseudognaphalium canescens
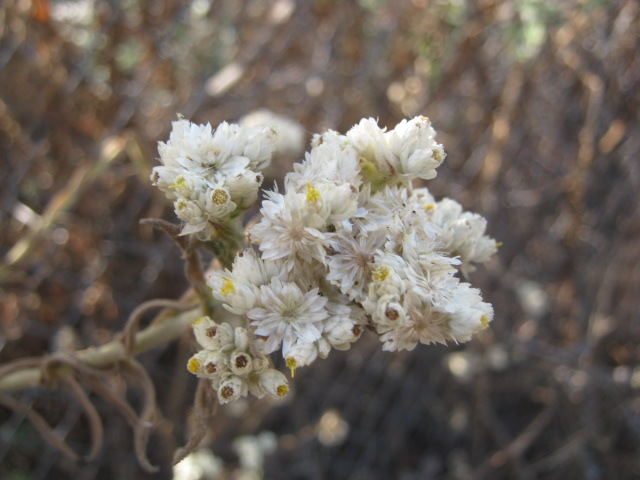
Pseudognaphalium chartaceum
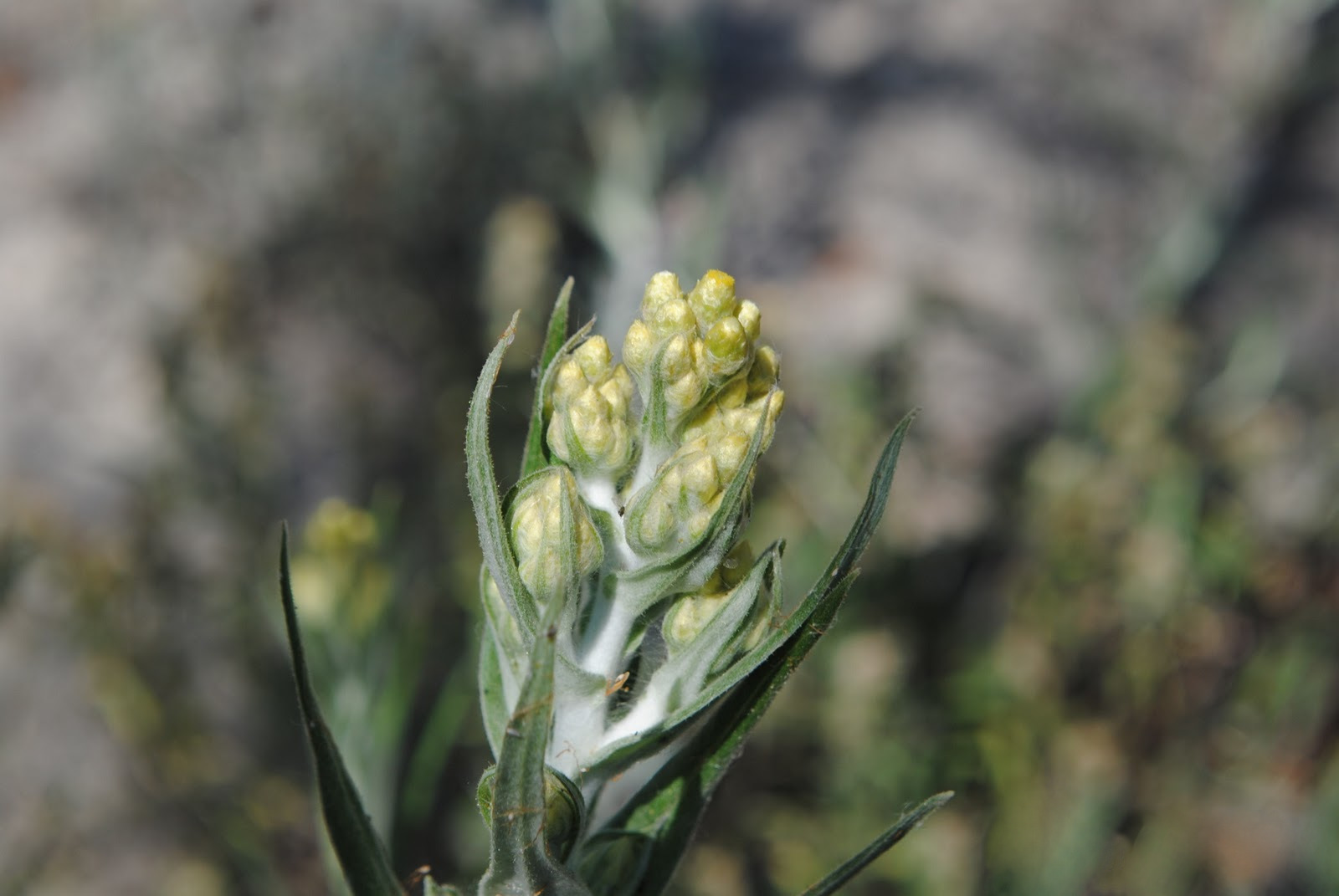
Pseudognaphalium cymatoides

D - E
- Pseudognaphalium dichotomum  V.M.Badillo
- Pseudognaphalium domingense (Lam.) Anderb.
- Pseudognaphalium dysodes (Spreng.) S.E.Freire, N.Bayón & C.Monti
- Pseudognaphalium eggersii (Urb.) Anderb.
- Pseudognaphalium ehrenbergianum  G.L.Nesom
- Pseudognaphalium elegans  Kartesz
- Pseudognaphalium ephemerum  de Lange

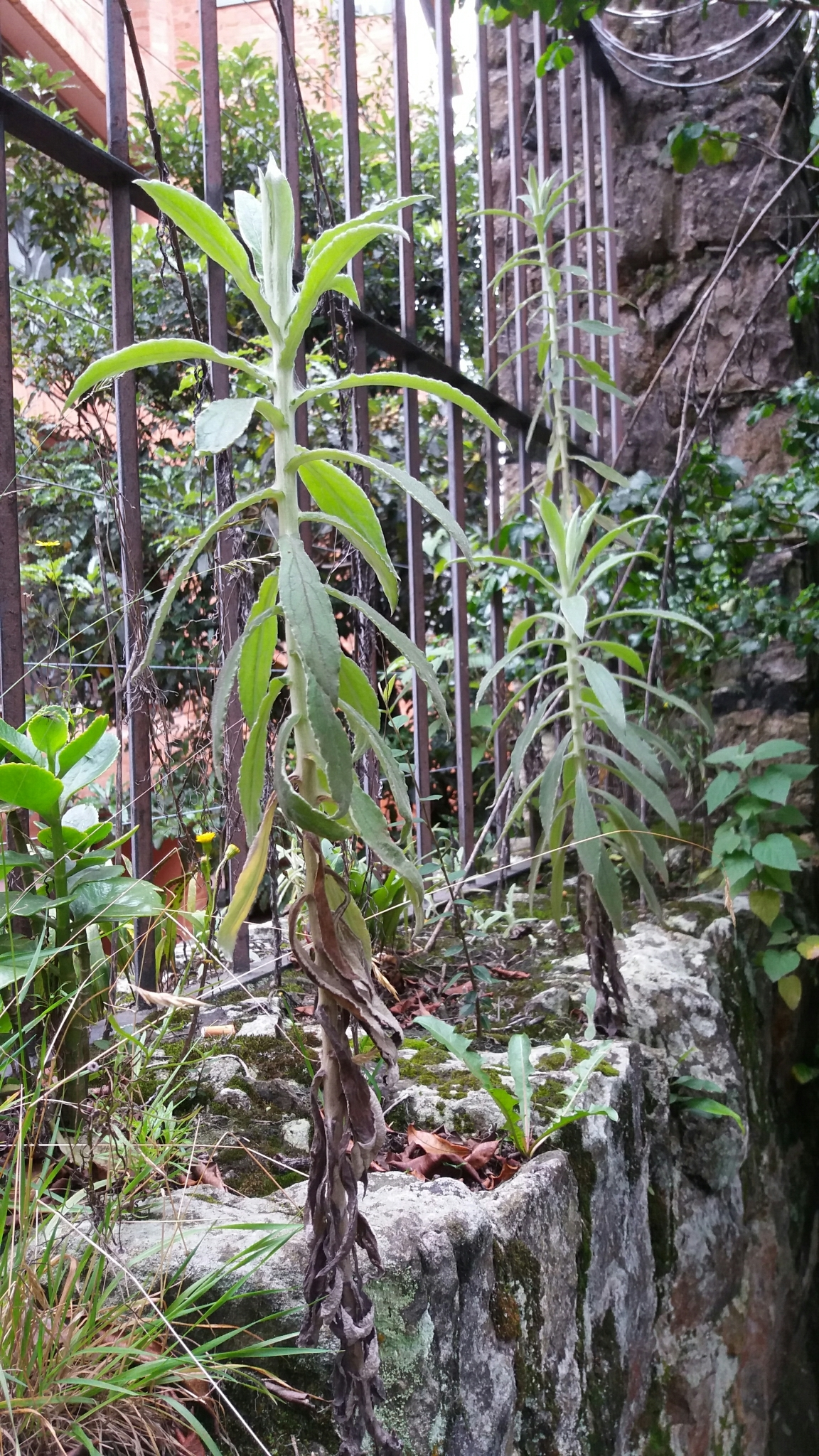
Pseudognaphalium elegans

F - G
- Pseudognaphalium flavescens (Kitam.) Anderb.
- Pseudognaphalium gaudichaudianum (DC.) Anderb.
- Pseudognaphalium gayanum (J.Rémy) Anderb.
- Pseudognaphalium glanduliferum  C.Monti, N.Bayón & S.E.Freire
- Pseudognaphalium glandulosum (Klatt) Anderb.
- Pseudognaphalium greenmanii (S.F.Blake) Anderb.

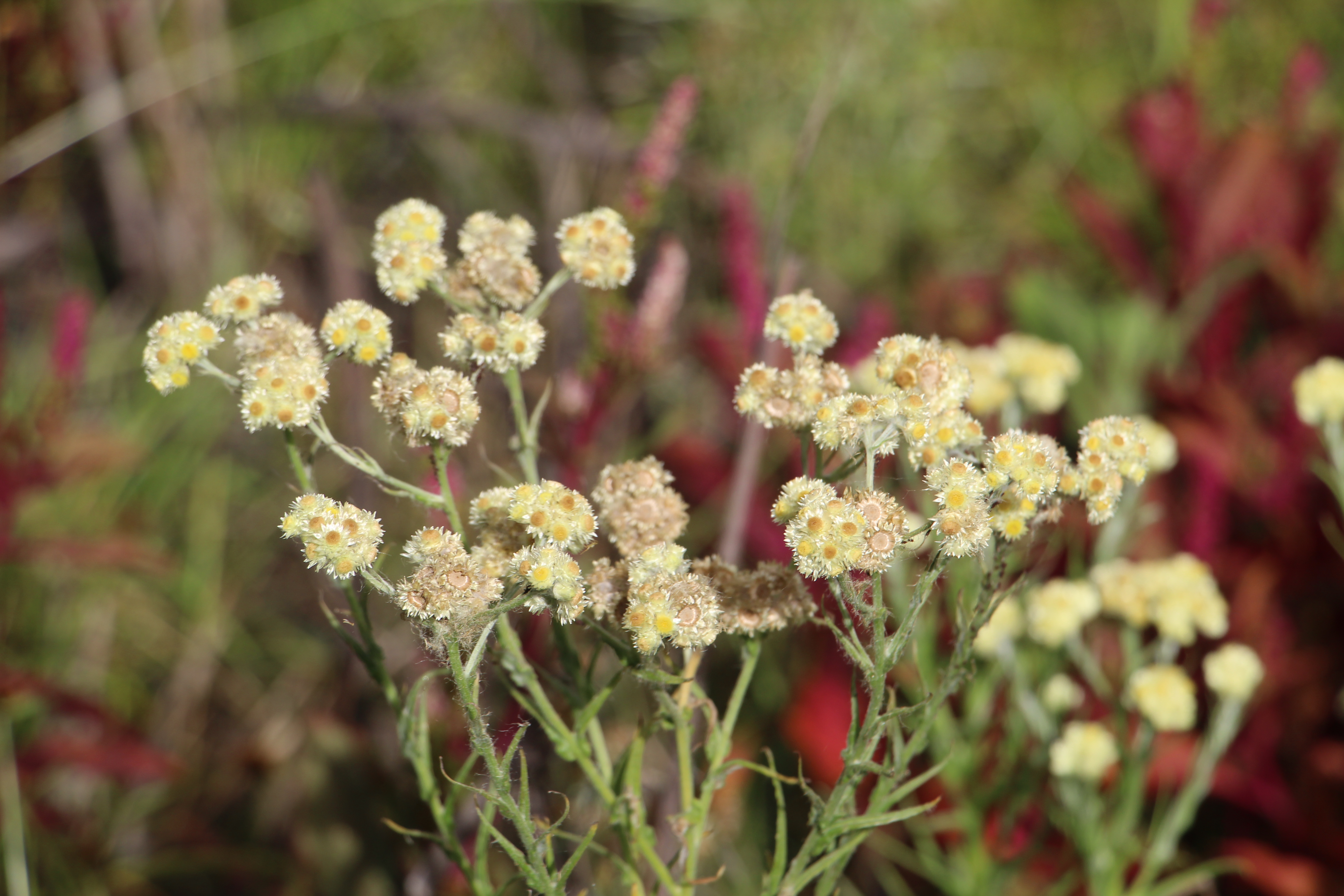
Pseudognaphalium gaudichaudianum

H - I - J
- Pseudognaphalium helleri (Britton) Anderb.
- Pseudognaphalium heterotrichum (Phil.) Anderb.
- Pseudognaphalium hintoniorum (G.L.Nesom) Hinojosa & Villaseñor
- Pseudognaphalium hypoleucum (DC.) Hilliard & B.L.Burtt
- Pseudognaphalium illapelinum (Phil.) Anderb.
- Pseudognaphalium inornatum (DC.) Anderb.
- Pseudognaphalium jaliscense (Greenm.) Anderb.
- Pseudognaphalium jujuyense (Cabrera) Anderb.

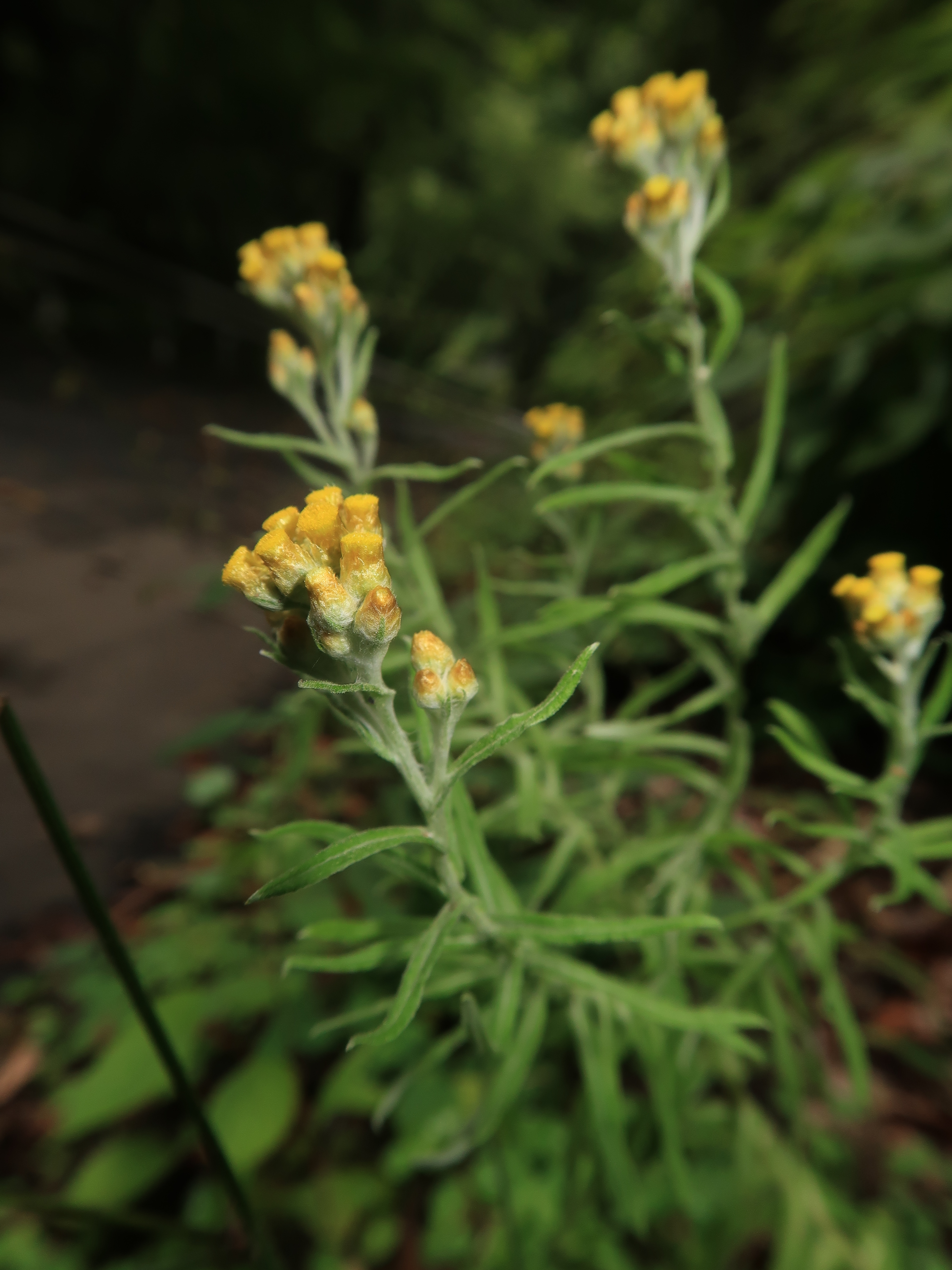
Pseudognaphalium hypoleucum

L
- Pseudognaphalium lacteum (Meyen & Walp.) Anderb.
- Pseudognaphalium landbeckii (Phil.) Anderb.
- Pseudognaphalium lanuginosum (Kunth) Anderb.
- Pseudognaphalium leucocephalum (A.Gray) Anderb.
- Pseudognaphalium leucopeplum (Cabrera) Anderb.
- Pseudognaphalium leucostegium  Pruski
- Pseudognaphalium liebmannii (Sch.Bip. ex Klatt) Anderb.
- Pseudognaphalium luteoalbum (L.) Hilliard & B.L.Burtt

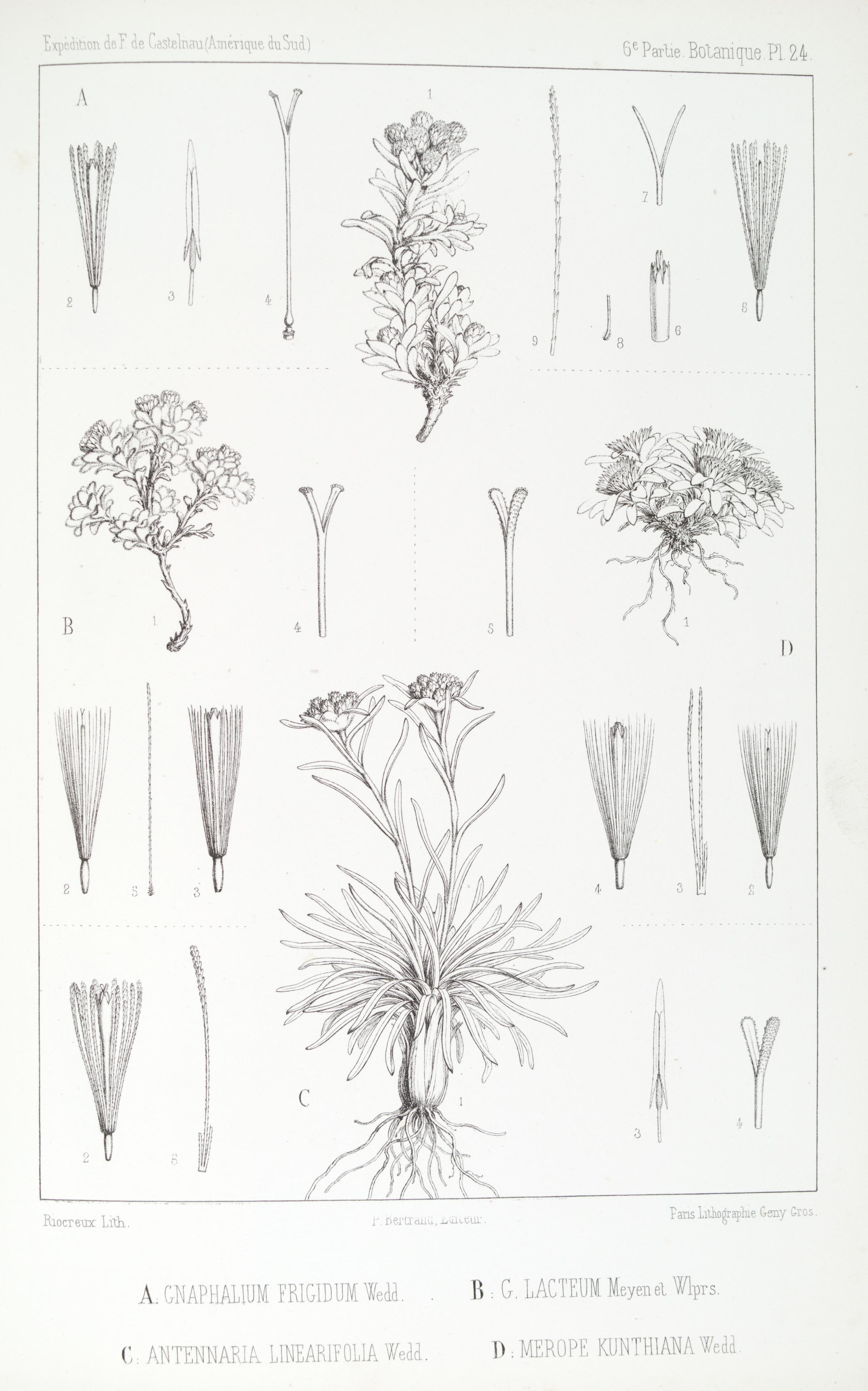
Pseudognaphalium lacteum
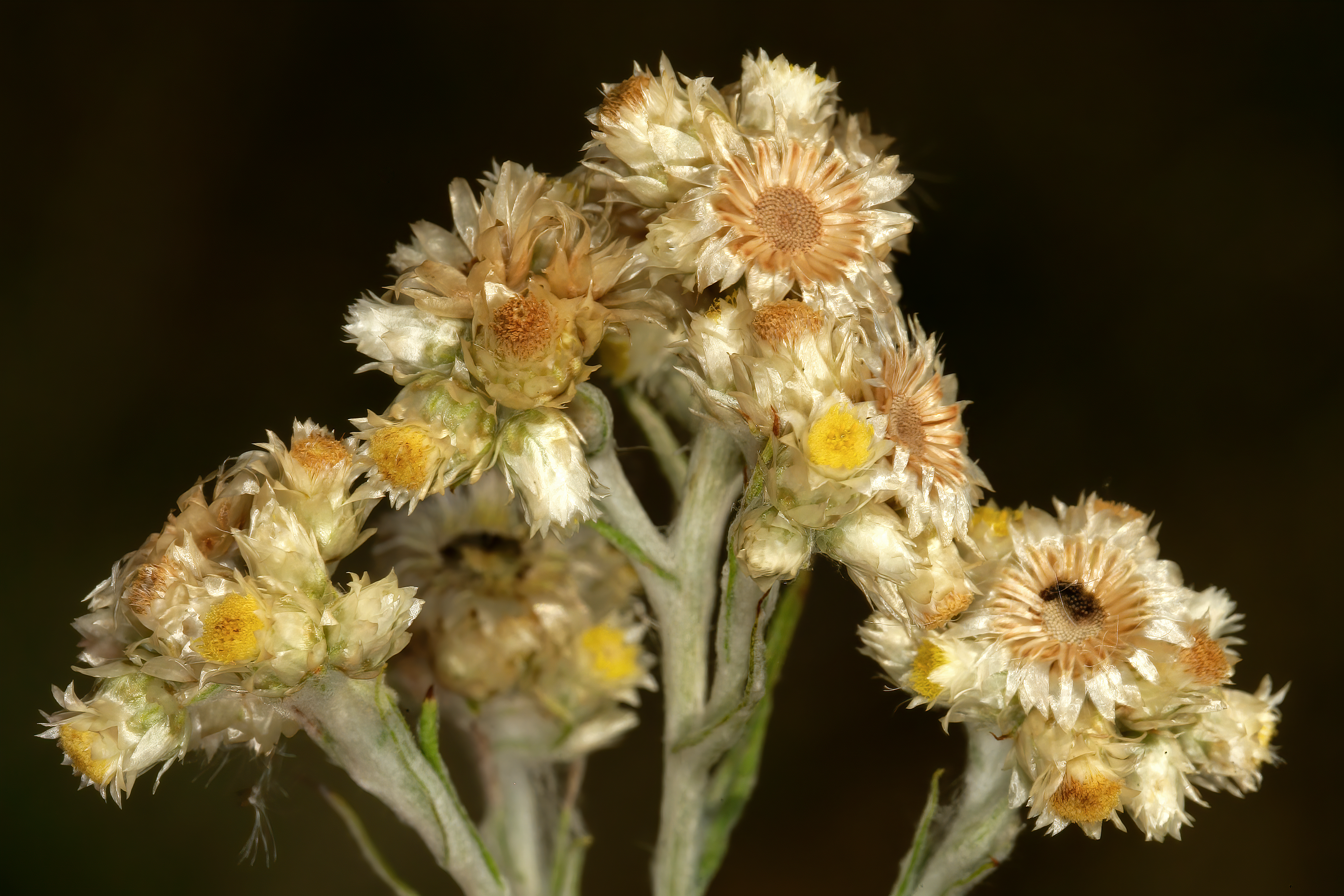
Pseudognaphalium luteoalbum

M
- Pseudognaphalium macounii (Greene) Kartesz
- Pseudognaphalium marranum (Philipson) Hilliard
- Pseudognaphalium martirense  Rebman & G.L.Nesom
- Pseudognaphalium melanosphaerum (Sch.Bip. ex A.Rich.) Hilliard
- Pseudognaphalium meridanum (Aristeg.) Anderb.
- Pseudognaphalium micradenium (Weath.) G.L.Nesom
- Pseudognaphalium microcephalum (Nutt.) Anderb.
- Pseudognaphalium moelleri (Phil.) Anderb.
- Pseudognaphalium montevidense (Spreng.) Anderb.
- Pseudognaphalium monticola (McVaugh) Villarreal, A.E.Estrada & Encina
- Pseudognaphalium moritzianum (Klatt) V.M.Badillo
- Pseudognaphalium munoziae  N.Bayón, C.Monti & S.E.Freire

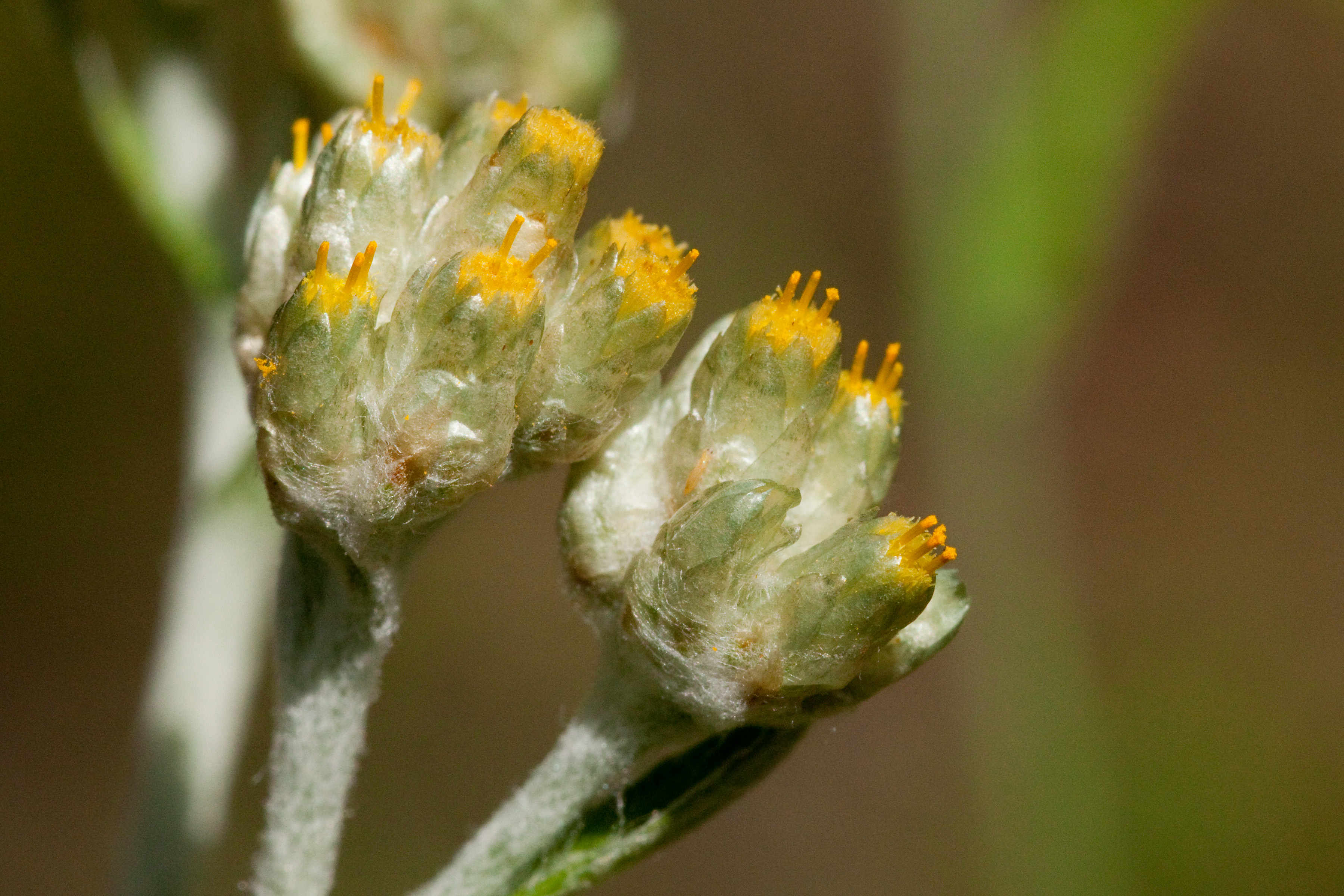
Pseudognaphalium macounii
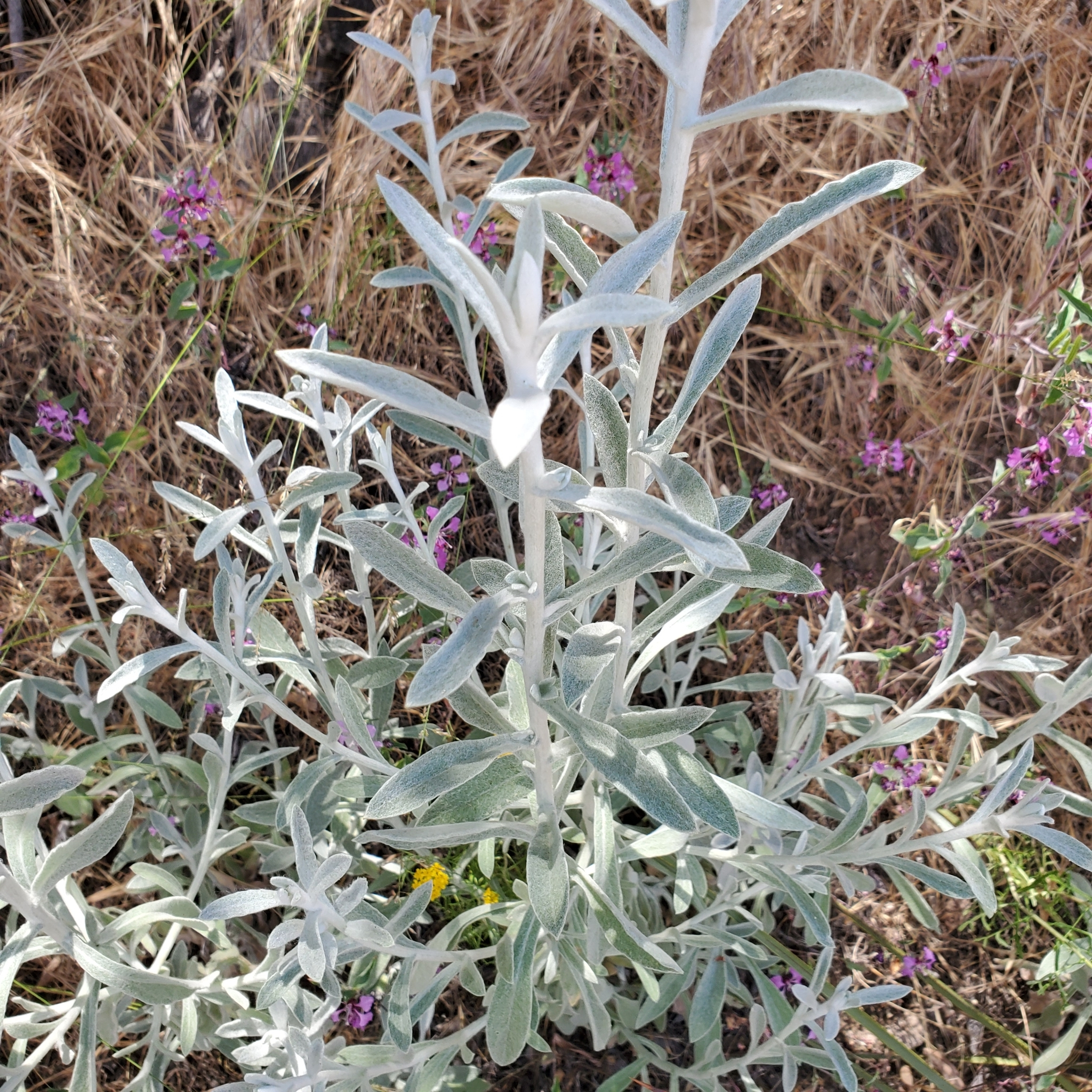
Pseudognaphalium microcephalum
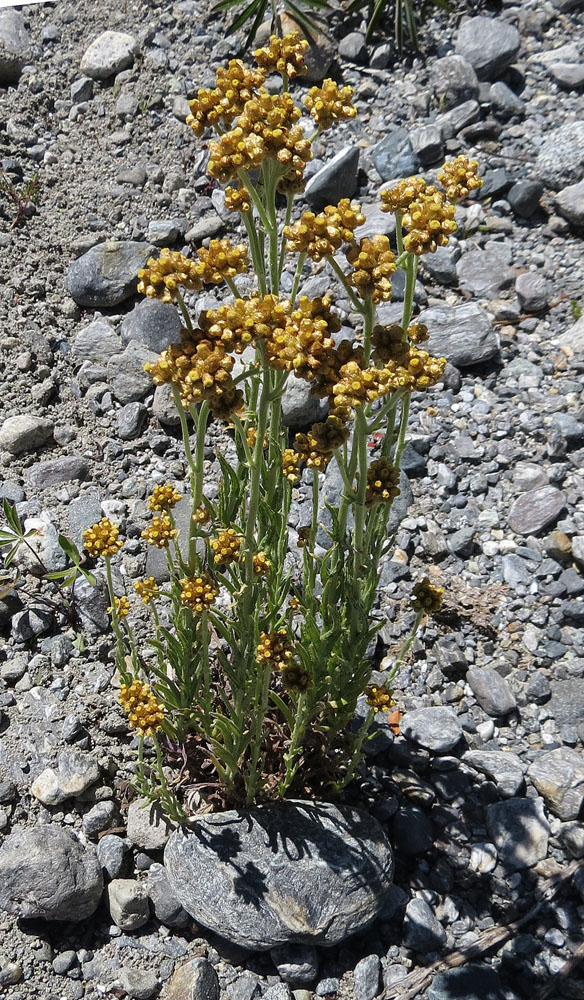
Pseudognaphalium montevidense

N - O - P
- Pseudognaphalium nataliae (F.J.Espinosa) Villarreal, A.E.Estrada & Encina
- Pseudognaphalium nubicola (I.M.Johnst.) Anderb.
- Pseudognaphalium oaxacanum  G.L.Nesom
- Pseudognaphalium obtusifolium (L.) Hilliard & B.L.Burtt
- Pseudognaphalium oligandrum (DC.) Hilliard & B.L.Burtt
- Pseudognaphalium oxyphyllum (DC.) Kirp.
- Pseudognaphalium paramorum (S.F.Blake) M.O.Dillon
- Pseudognaphalium perpusillum (Phil.) C.Monti, N.Bayón & S.E.Freire
- Pseudognaphalium petitianum (A.Rich.) Mesfin
- Pseudognaphalium pratense (Phil.) Anderb.
- Pseudognaphalium pringlei (A.Gray) Anderb.
- Pseudognaphalium priscum  G.L.Nesom
- Pseudognaphalium psilophyllum (Meyen & Walp.) Anderb.
- Pseudognaphalium purpurascens (DC.) Anderb.

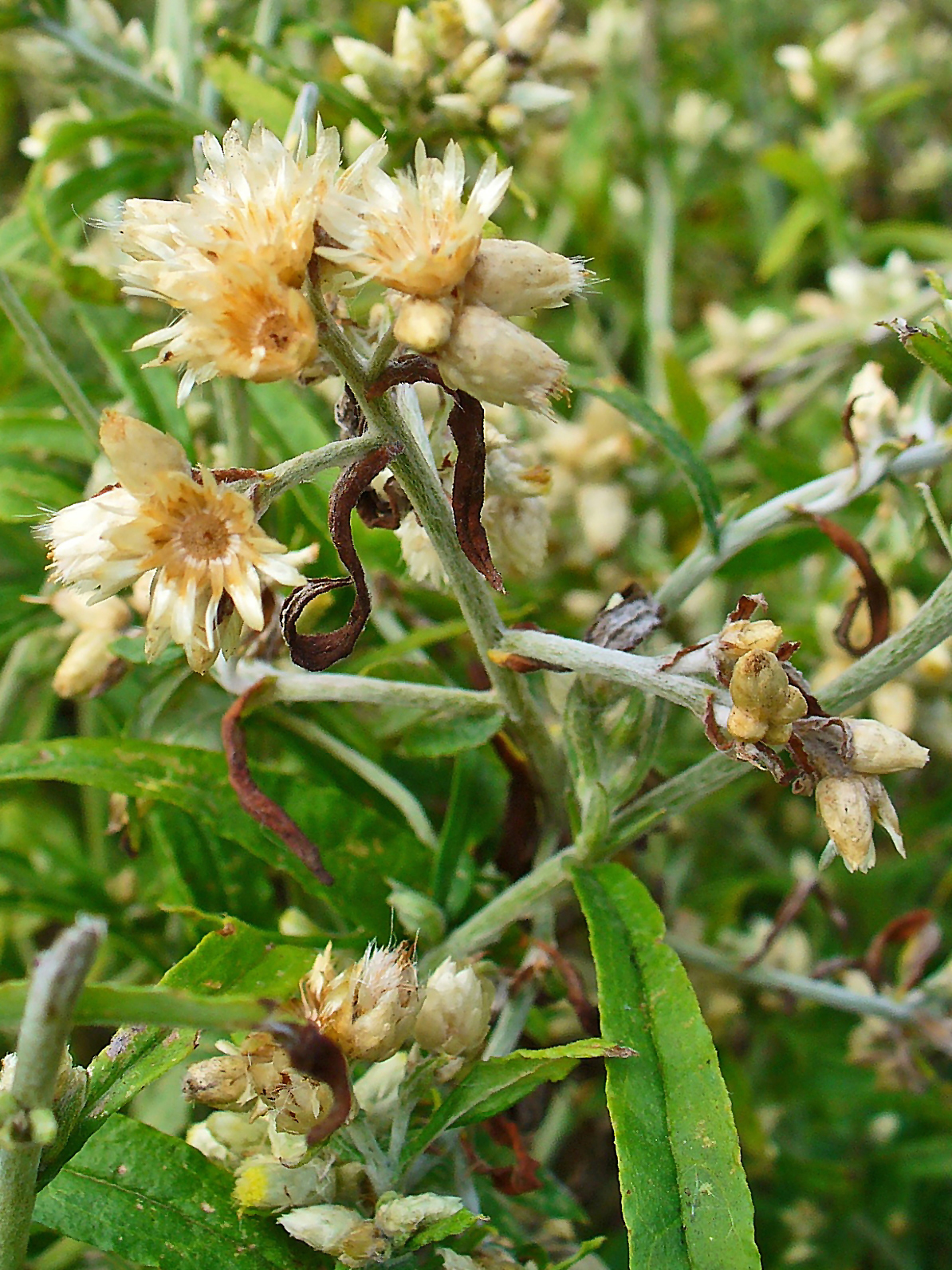
Pseudognaphalium obtusifolium
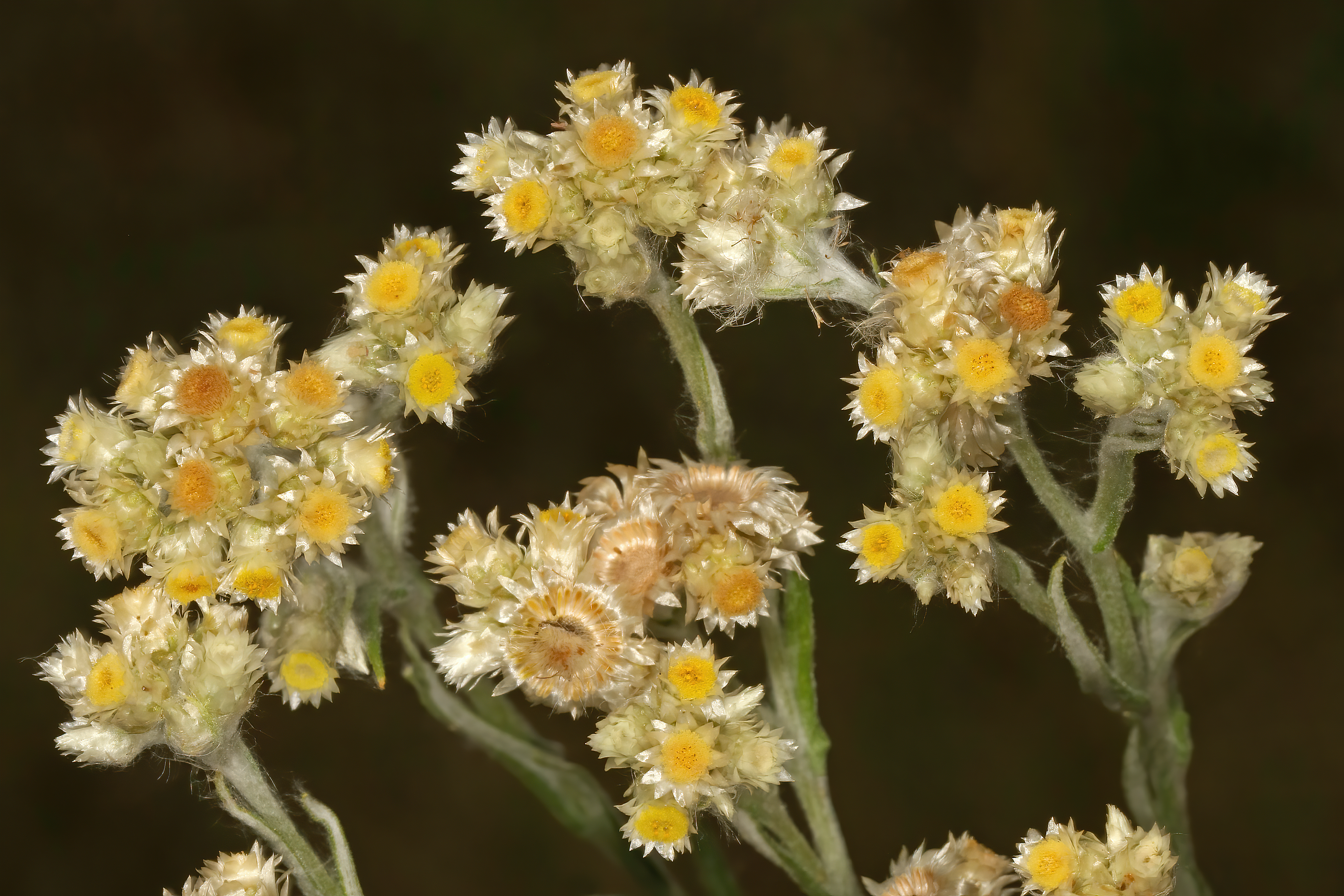
Pseudognaphalium oligandrum
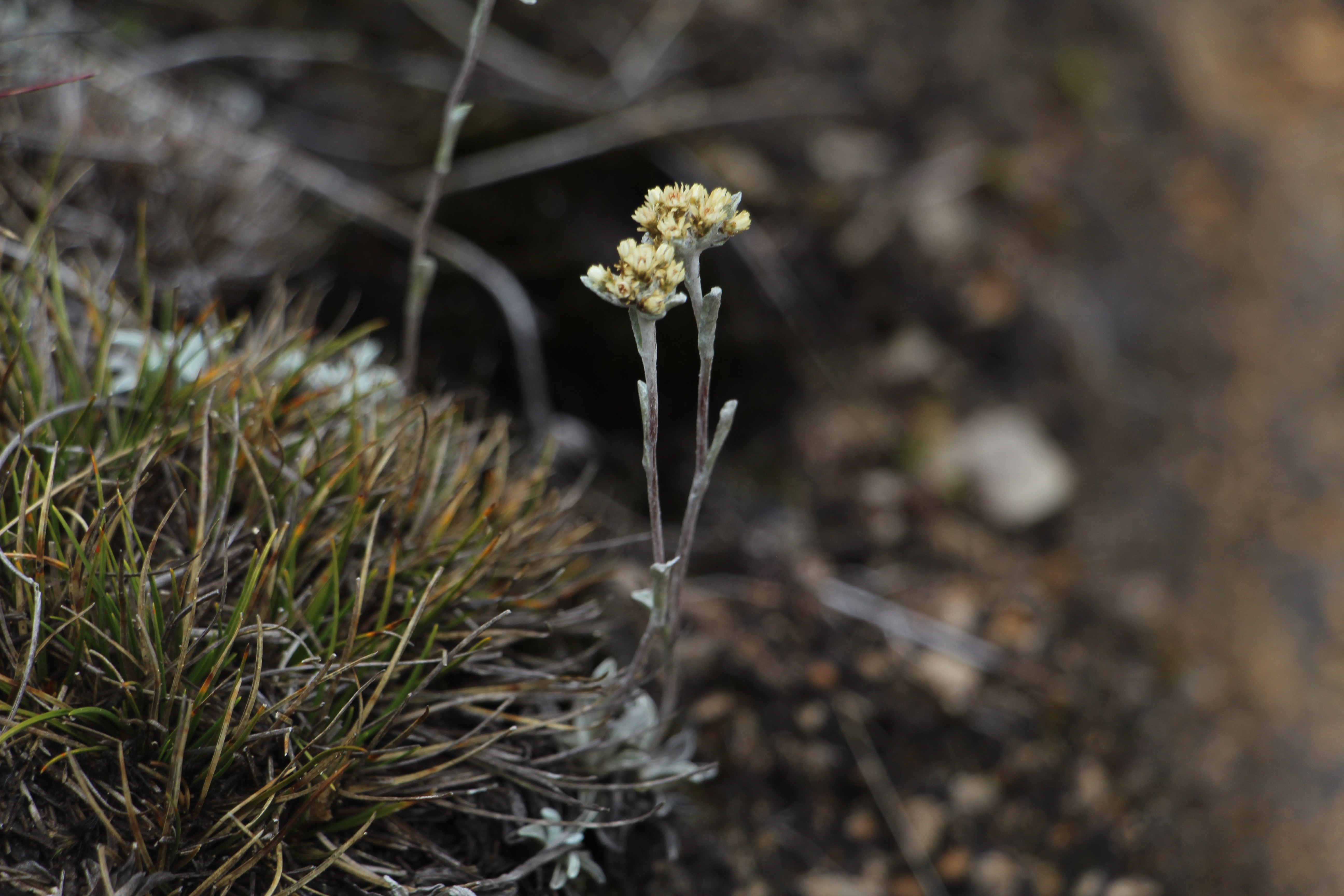
Pseudognaphalium paramorum

R
- Pseudognaphalium ramosissimum (Nutt.) Anderb.
- Pseudognaphalium rebmanii  G.L.Nesom
- Pseudognaphalium remyanum (Phil.) Anderb.
- Pseudognaphalium rhodarum (S.F.Blake) Anderb.
- Pseudognaphalium richardianum (Cufod.) Hilliard & B.L.Burtt
- Pseudognaphalium robustum (Phil.) Anderb.
- Pseudognaphalium roseum (Kunth) Anderb.
- Pseudognaphalium rosillense (Urb.) Anderb.

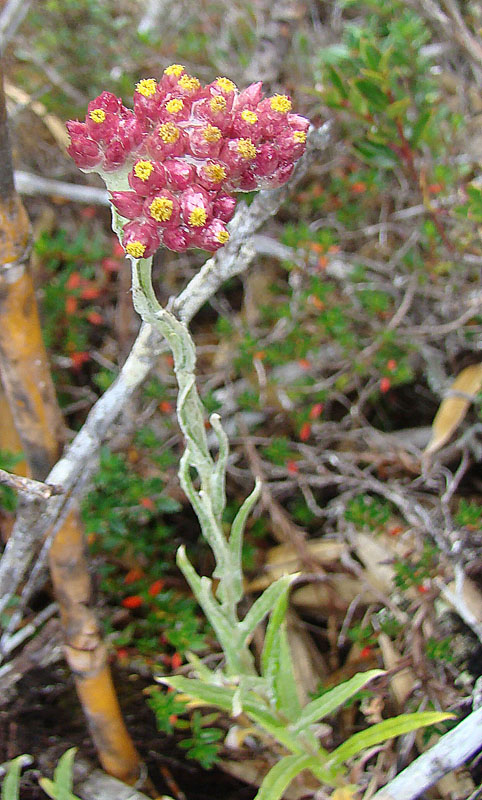
Pseudognaphalium roseum

S
- Pseudognaphalium sandwicensium (Gaudich.) Anderb.
- Pseudognaphalium schraderi (DC.) Anderb.
- Pseudognaphalium selleanum (Urb. & Ekman) Anderb.
- Pseudognaphalium semiamplexicaule (DC.) Anderb.
- Pseudognaphalium semilanatum (DC.) Anderb.
- Pseudognaphalium stereovirens  G.L.Nesom
- Pseudognaphalium stolonatum (S.F.Blake) M.O.Dillon
- Pseudognaphalium stramineum (Kunth) Anderb.
- Pseudognaphalium subsericeum (S.F.Blake) Anderb.
- Pseudognaphalium sylvicola  G.L.Nesom

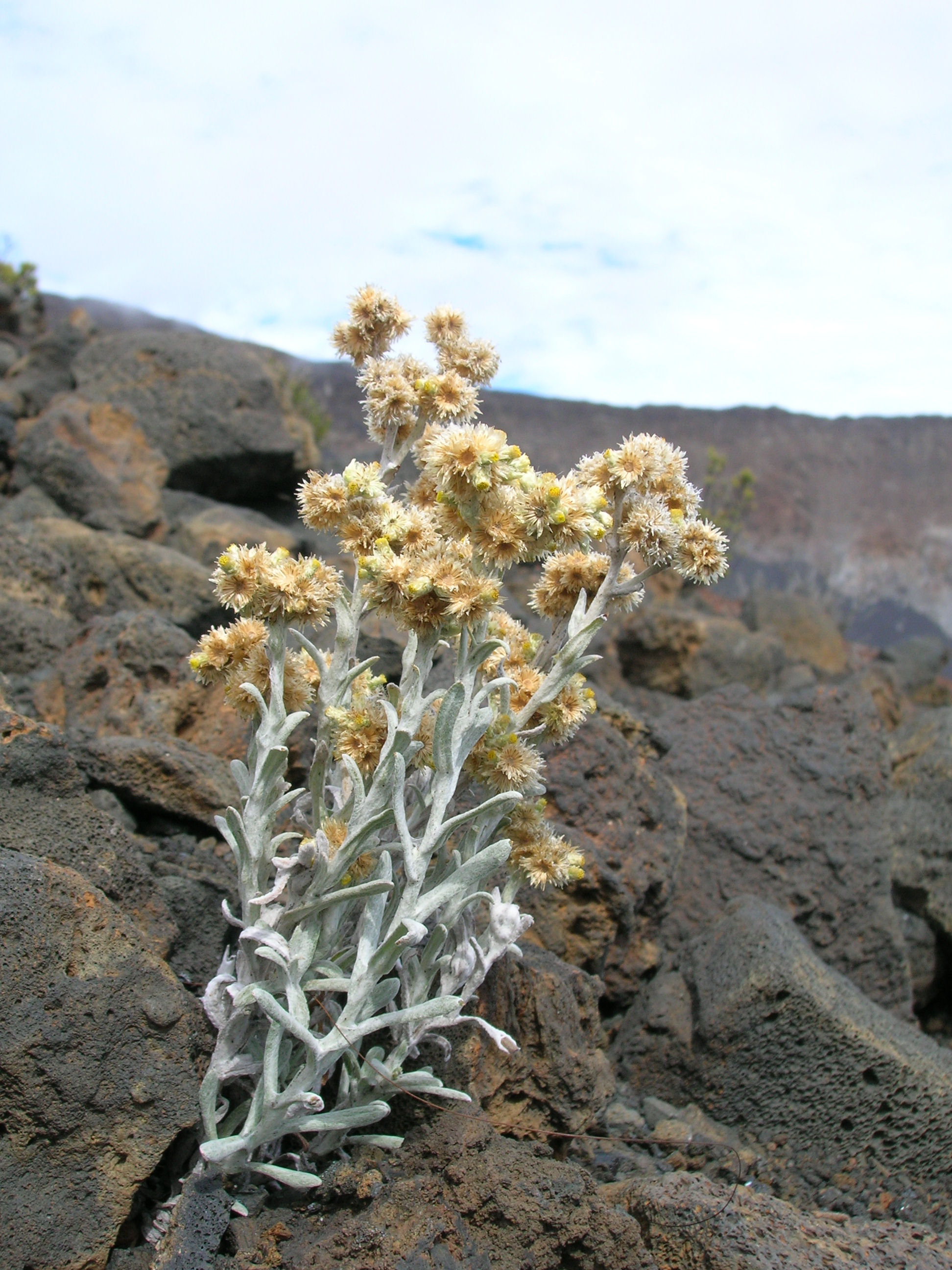
Pseudognaphalium sandwicensium
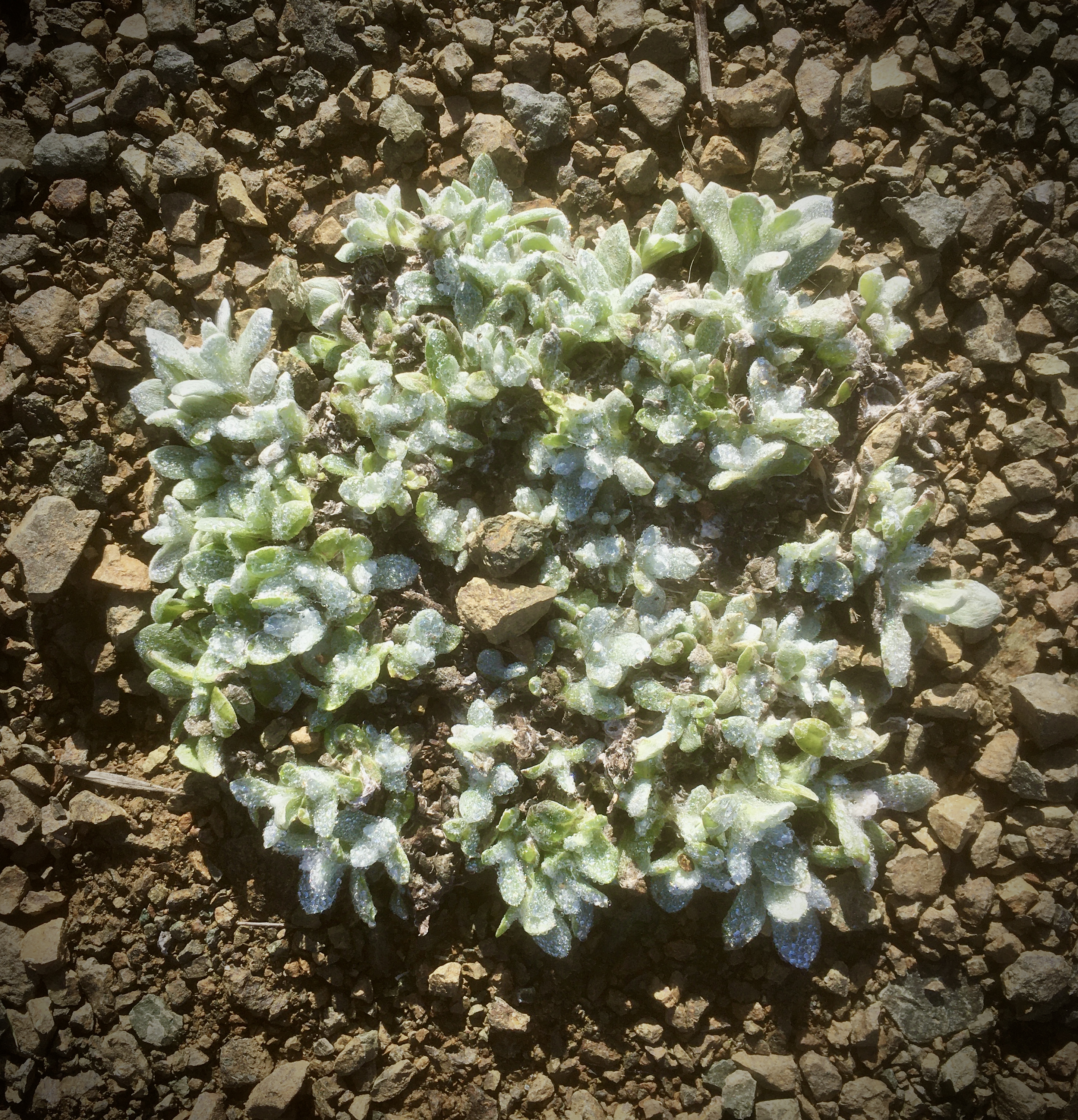
Pseudognaphalium stramineum

T - U - V - Y
- Pseudognaphalium tarapacanum (Phil.) Anderb.
- Pseudognaphalium thermale (E.E.Nelson) G.L.Nesom
- Pseudognaphalium tortuanum (Urb.) Anderb.
- Pseudognaphalium undulatum (L.) Hilliard & B.L.Burtt
- Pseudognaphalium versatile (Rusby) Anderb.
- Pseudognaphalium viravira (Molina) Anderb.
- Pseudognaphalium viscosum (Kunth) Anderb.
- Pseudognaphalium yalaense (Cabrera) Anderb.

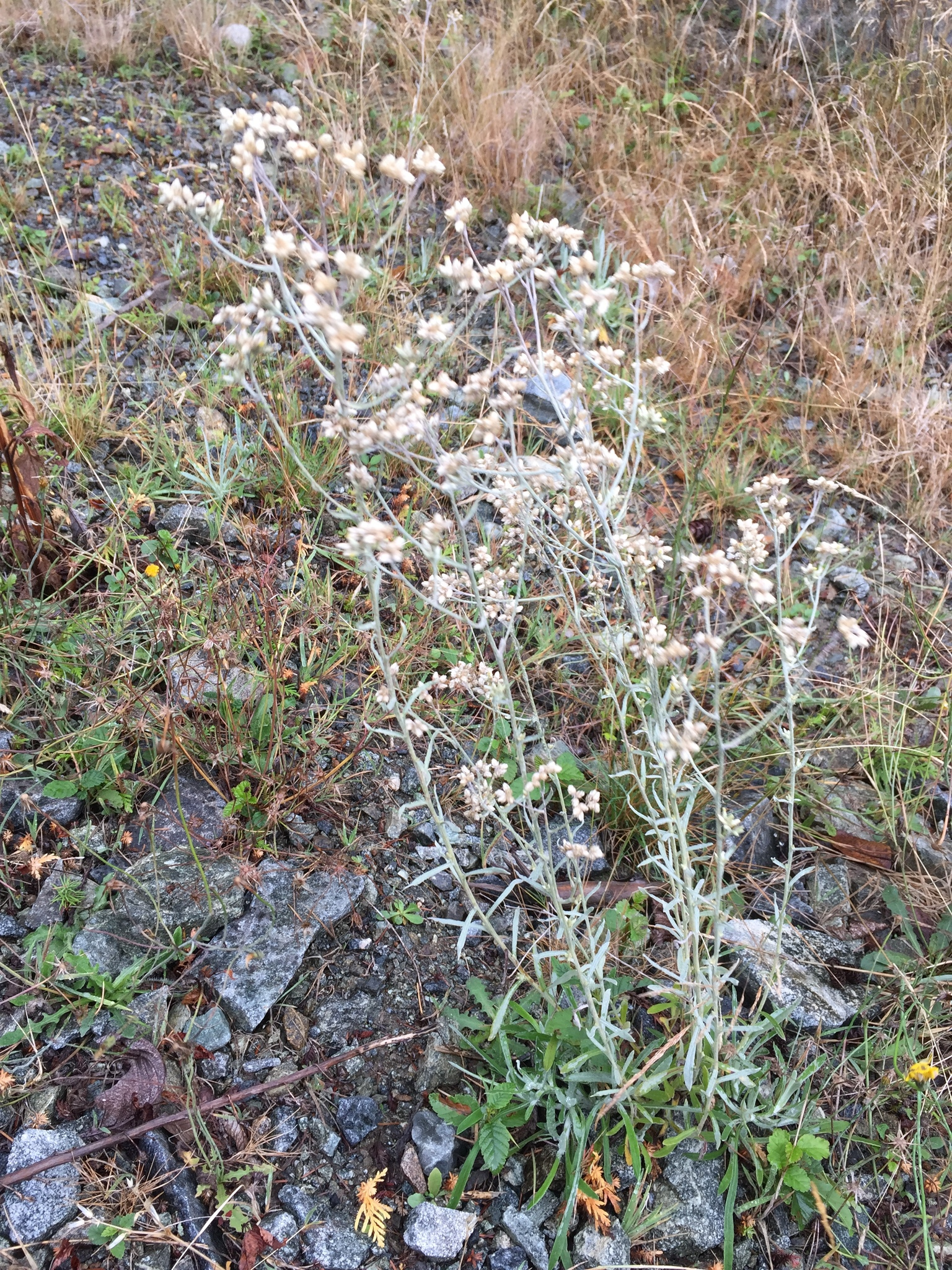
Pseudognaphalium thermale
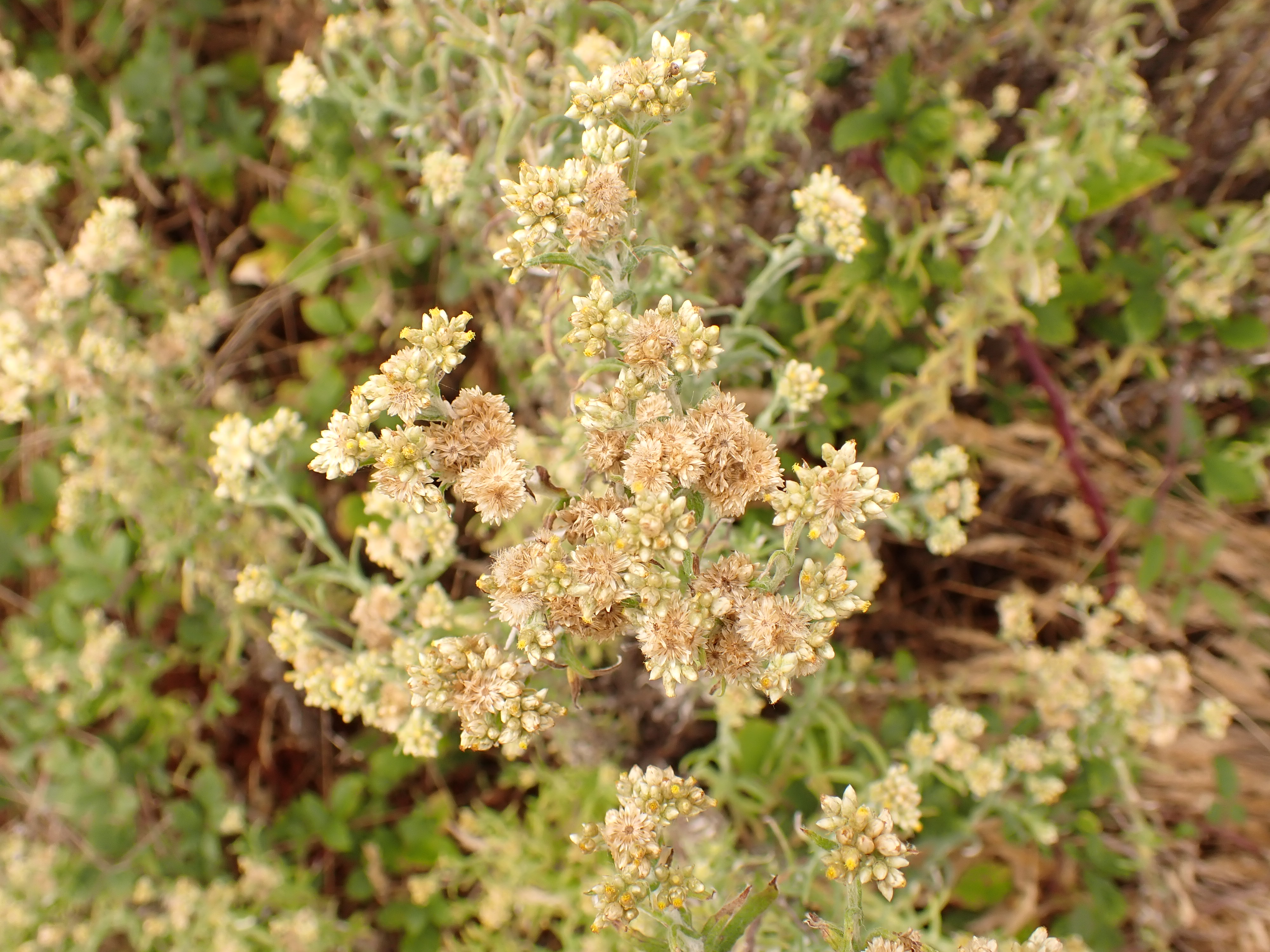
Pseudognaphalium undulatum
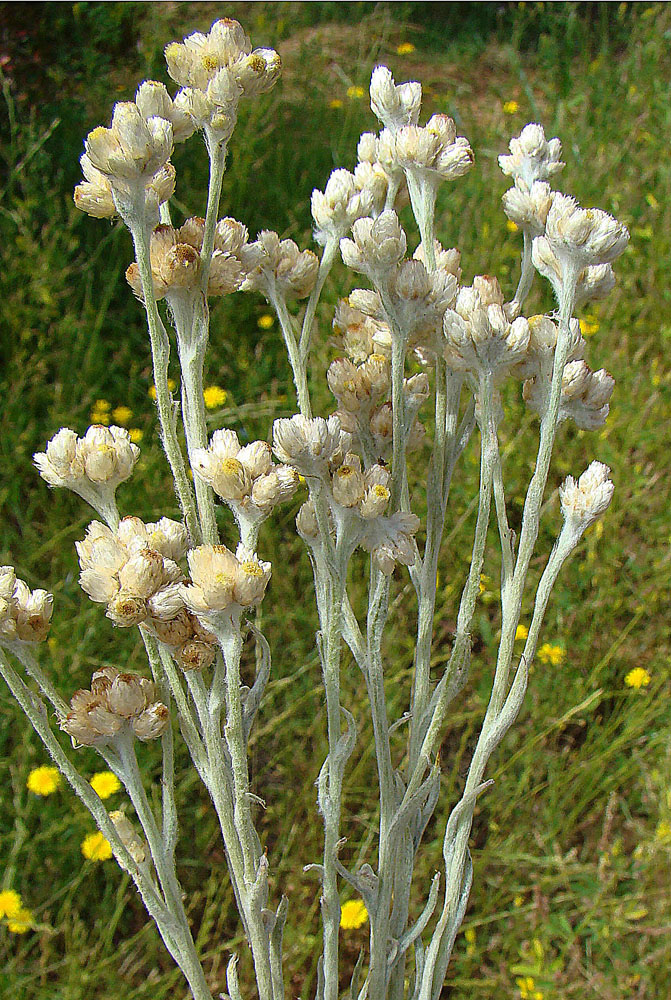
Pseudognaphalium viravira

### Specie della flora spontanea italiana
Nella flora spontanea italiana sono presenti due specie del genere di questa voce:
- l'altezza del fusto è di 30 – 80 cm; le foglie sono decorrenti ed hanno la faccia superiore verde;

Pseudognaphalium undulatum  (L.) Hilliard & B.L.Burtt - Canapicchia ondulata: l'altezza massima della pianta è di 30 - 80 cm; il ciclo biologico è annuo; la forma biologica è terofita scaposa (T scap); il tipo corologico è Tropicale / Sudafricano; l'habitat tipico sono gli ambienti urbanizzati; in Italia è una specie rara ed è naturalizzata in Campania fino ad una quota di 300 m s.l.m..
- l'altezza del fusto è di 5 – 30 cm; le foglie non sono decorrenti e sono bianco-tomentose su entrambe le facce;

Pseudognaphalium luteoalbum  (L.) Hilliard & B.L.Burtt - Canapicchia pagliata: l'altezza massima della pianta è di 5 - 30 cm; il ciclo biologico è annuo; la forma biologica è terofita scaposa (T scap); il tipo corologico è Subcosmopolita; l'habitat tipico sono gli incolti umidi; in Italia è una specie rara ma presente su tutto il territorio fino ad una quota di 1.200 m s.l.m.. Nella "Flora d'Italia" (seconda edizione) questa specie è nominata Laphangium luteoalbum (L.) Tzvelev.

#### Specie della zona alpina
Delle 2 specie spontanee della flora italiana solo una vive sull'arco alpino. La tabella seguente mette in evidenza alcuni dati relativi all'habitat, al substrato e alla distribuzione delle specie alpine.
| Specie | Comunità vegetali | Piani vegetazionali | Substrato | pH     | Livello trofico | H2O   | Ambiente | Zona alpina                 |
| --- | ----------------- | ------------------- | --------- | ------ | --------------- | ----- | -------- | --------------------------- |
| P. luteoalbum | 2                 | collinare           | Ca - Si   | neutro | medio           | umido | A4 B1    | Alpi occidentale e centrali |
| Legenda e note alla tabella. Substrato: con “Ca/Si” si intendono rocce di carattere intermedio (calcari silicei e simili). Zona alpina: vengono prese in considerazione solo le zone alpine del territorio italiano (sono indicate le sigle delle province). Comunità vegetali: 2 = comunità terofitiche pioniere nitrofile. Ambienti: A4 = ambienti umidi, temporaneamente inondati o a umidità variabile; B1 = campi, colture e incolti. |                   |                     |           |        |                 |       |          |                             |

### Sinonimi
Sono elencati alcuni sinonimi per questa entità:
- Gnaphalion St.-Lag.
- Hypelichrysum  Kirp.